# Estado de São Paulo
São Paulo o San Pablo es uno de los veintiséis estados que, junto al distrito federal, forman la República Federativa de Brasil. Su capital, São Paulo, es la mayor urbe de Brasil y América Latina y la cuarta más grande del mundo. Está ubicado en la región Sudeste del país. Limita al norte con Minas Gerais, al noreste con Río de Janeiro, al oriente con el océano Atlántico, al sur con Paraná y al occidente con Mato Grosso del Sur. Con 46 649 132 habitantes en 2021 es el estado más poblado y con 183,46 hab/km², el segundo más densamente poblado, por detrás de Río de Janeiro.
Es el estado más rico de Brasil, responsable del 33,9% del PIB del país (2019). Tiene el 21,9% de la población brasileña. Posee un parque industrial muy grande y diversificado, y una agricultura y ganaderías muy desarrolladas y productivas. Su producto bruto interno como Estado es superior al de países como Perú o Chile.
El pueblo de San Pablo se compone de una mezcla de inmigrantes europeos y sus descendientes (sobre todo portugueses, italianos, españoles, libaneses y alemanes, pero también significativas colonias y ciudades de origen sirio, eslavo, neerlandés, armenio y suizo), mestizos de los antiguos colonizadores portugueses con africanos y amerindios, grandes comunidades de asia oriental (Japón, China, Corea del Sur) y una gran colectividad paraguaya, boliviana y peruana.

## Historia
Los aborígenes poblaron la región desde hace por lo menos 8000 años. A la llegada de los europeos habitaban el actual territorio de San Pablo diferentes pueblos indígenas, principalmente guaraníes mbyá, horticultores itinerantes, cazadores, recolectores y pescadores, que realizaban recorridos estacionales en sus territorios, de acuerdo con sus concepciones y prácticas culturales y para garantizar su subsistencia y bienestar. En la cuenca del río Tieté habitaban los káingang, un pueblo nómada.

### Comienzo de la colonización

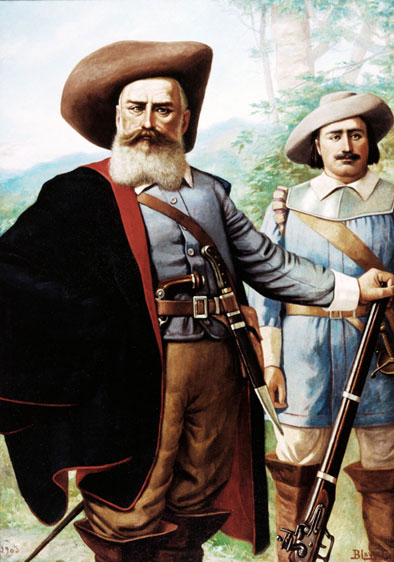
Domingos Jorge Velho, uno de los bandeirantes de San Pablo.

El nombre São Vicente fue dado por Américo Vespucio el 22 de enero de 1502, cuando hizo un viaje para cartografiar el litoral del Brasil. Cuando pasó por la región, encontró dos islas (donde hoy están las ciudades de Santos y São Vicente en la Isla de São Vicente, y la ciudad de Guarujá en la isla de Santo Amaro) y un estuario, que creyó que era uno río. Era el día de San Vicente, y así había sido bautizada la localidad.
El primer poblamiento de São Vicente tampoco fue oficial. Allí fue abandonado un hombre que fue conocido como el Bacharel de Cananéia. Según muchos historiadores, habría sido el portugués Cosme Fernandes Pessoa el verdadero fundador de São Vicente, a partir de donde gobernaba de hecho y controlaba el comercio de la región. Según documento encontrado por el historiador portugués Jaime Cortesão, el Bacharel, un degradado, ya viviría en Brasil antes de la llegada de Cabral: es citado en un documento datado de 24 de abril de 1499, descubierto por Cortesão, que se refiere a un viaje no oficial de Bartolomeu Dias a Brasil. Otro documento, de 1526, describe el poblado de São Vicente, informando que tendría una docena de casas, siendo sólo una de piedra, con una torre para defensa. Cosme Fernandes Pessoa fue acusado ante el rey de Portugal por dos amigos que, en cambio, recibieron donaciones en tierras, de mantener relaciones con españoles que vivían más al sur, con peligro para el dominio portugués en la región.
Martim Afonso de Sousa partió para Brasil con varios objetivos. El primero de ellos era establecer oficialmente la colonización de Brasil, confirmando el poder de la corona. En consecuencia, subrayó el poder de las manos de Cosme Fernandes Pessoa. Avisado, el Bacharel incendió el local y se retiró con su personal para Cananéia.
Martim Afonso de Sousa fundó oficialmente el poblado de São Vicente en el lugar en que se encontraban las ruinas anteriores, el 22 de enero de 1532. En 1536, el Bacharel de Cananéia (o Bacharel Cosme) atacó, saqueó y quemó el poblado, y ahorcó al antiguo amigo y traidor Henrique Montes. Ese es el último registro histórico sobre el Bacharel de Cananéia. Martim Afonso de Sousa distribuyó sesmarías y efectuó varias edificaciones, dejando São Vicente poblada y organizada.
El puerto de São Vicente fue blanco del primer gran desastre ecológico de Brasil: la tierra a la orilla del mar fue limpiada y cultivada. Siendo la tierra arenosa y habiendo perdido el suelo su capa protectora, las lluvias se llevaron la arena hasta el mar. 
Martim Afonso de Sousa partió de San Vicente el 22 de mayo de 1533, dejando la administración en las manos de Brás Cubas, el cual, debido a la sedimentación de arena en el puerto -única vía de comunicación con la Metrópoli portuguesa- y al ataque del Bacharel de Cananéia a São Vicente, decidió crear un nuevo puerto en la región de Enguaguaçu, lugar más protegido, adonde fue transferido el puerto en 1536, estableciendo allí un pueblo. El simple hecho de que el nombre del lugar sea indígena y no portugués, muestra que la iniciativa no fue oficial. Brás Cubas atrajo para allí colonos de áreas próximas y fundó un poblado, que después recibiría el nombre de Santos y promovió mejoras, como la construcción de la primera Santa Casa de Brasil. São Vicente entró así en decadencia.
Aunque haya noticias de la existencia de mujeres portuguesas en la flota de Martim Afonso de Sousa, no se han encontrado registros escritos. El primer registro escrito relativo las mujeres portuguesas llegadas a Brasil data de 1550. Así, las madres eran generalmente mestizas o indias.
La fundación de São Vicente en el litoral paulista inició el proceso de colonización de Brasil como política sistemática del gobierno portugués, motivada por la presencia de extranjeros que amenazaban la posesión de la tierra. Evidentemente, antes de eso ya había allí un núcleo portugués, que, a semejanza de otros de las regiones del litoral, había sido constituido por náufragos y databa, probablemente, del inicio del siglo XVI. Fue, sin embargo, durante la estancia de Martim Afonso de Sousa cuando se fundó, el 20 de enero de 1532, el pueblo de São Vicente y, con ella, se instaló el primer marco efectivo de la colonización brasileña.
El nombre de São Vicente se extendió a la capitanía hereditaria donada al mismo Martim Afonso de Sousa por el rey de Portugal. Así, el primer nombre de San Pablo fue capitanía de São Vicente.
A pesar de las innumerables dificultades para transponer la Sierra del Mar, los campos del altiplano inmediatamente atrajeron los pobladores, lo que hizo de San Pablo una excepción en el tipo de colonización de los portugueses de los primeros tiempos, que se fijaban sobre todo en el litoral. Así, en 1553, los jesuitas crearon el pueblo de Santo André. El año siguiente, los padres de la Compañía de Jesús fundaron en Piratininga un colegio para los indios, cuna de la actual ciudad de San Pablo.
El litoral, estrecho por la presencia de la sierra, no presentaba las condiciones necesarias para el desarrollo de grandes plantaciones. Por su parte, el altiplano tenía el serio obstáculo del Camino del Mar, que, en vez de conectar, aislaba la región de Piratininga, negándole el acceso al océano y, con eso, la facilidad para el transporte. En consecuencia, la capitanía quedó en un plano económico inferior, impedida de producir con éxito el gran producto agrícola del Brasil colonial, la caña de azúcar, y de competir con la principal zona azucarera de la época, representada por Pernambuco y Bahía.
En 1556, los guaraníes conformaron la Confederación de los tamoios (tamoio: mayor, anciano) y se rebelaron contra los portugueses en todo el norte paulista, comenzando por Bertioga, en el litoral fluminense hasta Cabo Frío, participando en el levantamiento las tribus situadas a lo largo del Valle de Paraíba, en la Capitanía de San Vicente. Aliados con los franceses, lograron importantes victorias, hasta que los jesuitas Nóbrega y Anchieta mediaron para establecer una tregua, que los portugueses rompieron finalmente en 1565, cuando Estácio de Sá recibió refuerzos y tras dos años de lucha derrotó tanto a los franceses como a los guaraníes.

### Lasbandeiras
Las dificultades económicas, los objetivos colonizadores, la localización geográfica (San Pablo era un importante centro de circulación fluvial y terrestre) y el espíritu de aventura, fueron los poderosos impulsos que llevaron a poblar el interior. Desde los primeros tiempos de la colonización eran constantes las expediciones y arremetidas del bandeirismo que luego caracterizaron la expansión paulista del siglo XVII. Este fue el gran siglo de las bandeiras, en el que se desarrolló el bandeirismo ofensivo propiamente dicho, cuyo propósito era en grande parte el lucro inmediato proporcionado por la cacería de indígenas. De la villa de San Pablo partían las expediciones o bandeiras de captura que tenían como comandantes a Antônio Raposo Tavares, Manuel Preto, André Fernandes, entre otros.
Las condiciones peculiares de vida en el planalto permitieron que los paulistas, durante los dos primeros siglos, disfrutaran de considerable autonomía en sectores como defensa, relaciones con los indios, administración eclesiástica, obras públicas y servicios municipales, control de precios y mercados. Las cámaras municipales, compuestas por "hombres buenos" de la tierra, raramente se limitaban a sus atribuciones legales, en San Pablo, especialmente, su independencia irritó al gobierno portugués.

### El ciclo del oro y la decadencia de la capitanía

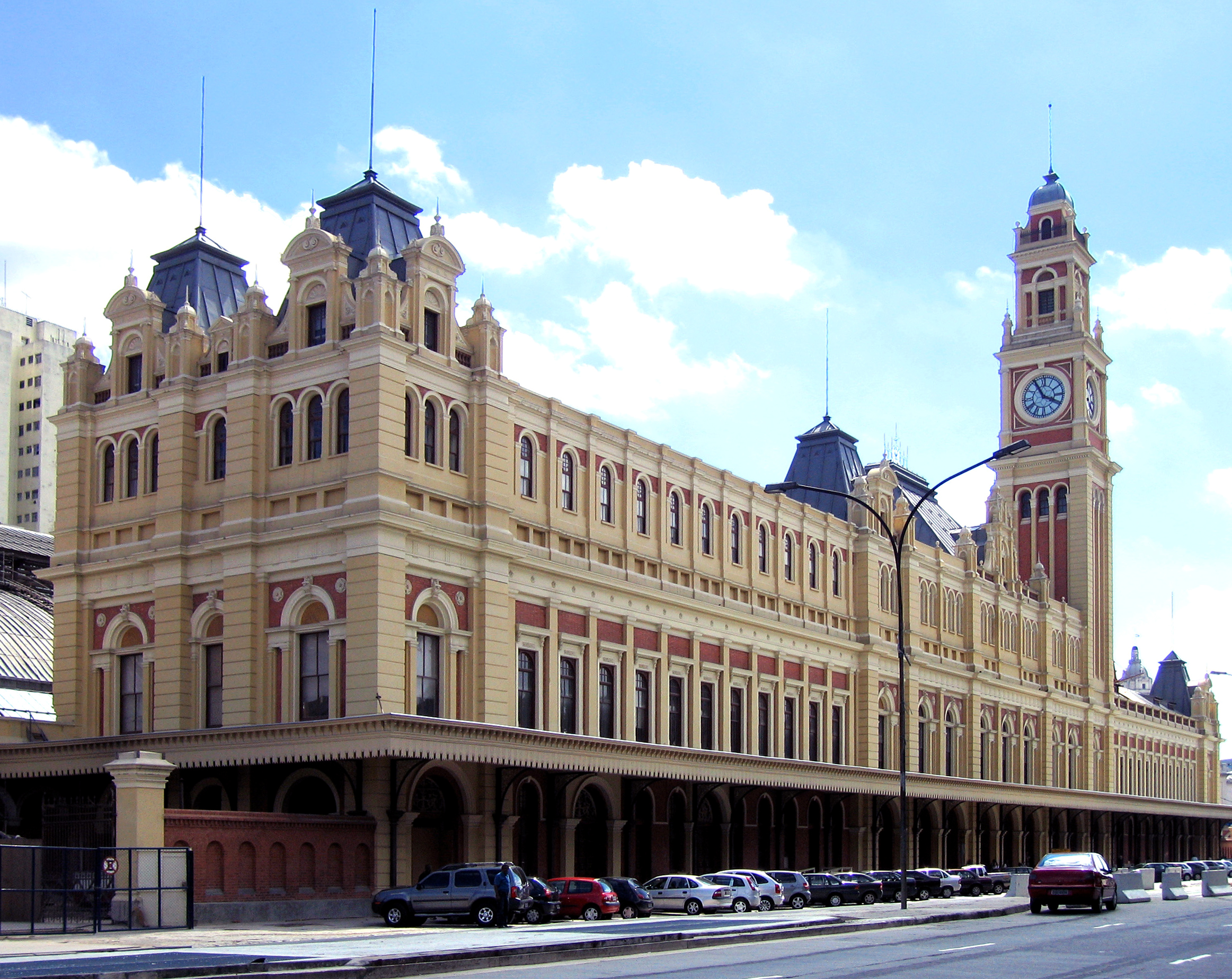
Estación Luz.

El bandeirismo de captura de indígenas fue sustituido por el bandeirismo minero, cuando las actividades de Manuel de Borba Gato, Bartolomeu Bueno da Silva, Pascoal Moreira Cabral y otros fueron recompensada con el hallazgo de yacimientos auríferos en Minas Gerais y Mato Grosso. A finales del siglo XVII, bandeirantes paulistas descubrieron oro en la región de Rio das Mortes, cerca del actual São João del Rei. La capitanía, que entonces comprendía toda la región aurífera, fue transferida por la corona y se instaló un gobierno propio con sede en San Pablo en 1709, separado del gobierno de Río de Janeiro. Luego, la villa de San Pablo fue elevada a la condición de ciudad en 1711.
Una dura prueba fue el efecto del descubrimiento de oro en San Pablo y otras poblaciones del planalto: todos buscaban el enriquecimiento inmediato con el metal precioso. Como dice José Joaquim Machado de Oliveira, "no había paulista que más o menos, dejase de acariciar la ilusión de descubrir minas".
Así, el poblamiento del interior de Brasil se hizo con el sacrificio de los habitantes de San Pablo y en detrimento de la densidad de la población de la capitanía. Esa ruptura demográfica, conjuntamente con los factores geográficos ya mencionados, ocasionó una baja de la producción agrícola y la declinación de otras actividades, lo que acentuó la pobreza del pueblo. El éxodo en dirección a Minas Gerais provocó entonces la decadencia económica en la capitanía, a lo largo del siglo XVIII y ésta fue perdiendo territorio y dinamismo, hasta ser simplemente anexada en 1748 a la capitanía de Río de Janeiro.

### La restauración de la provincia de San Pablo

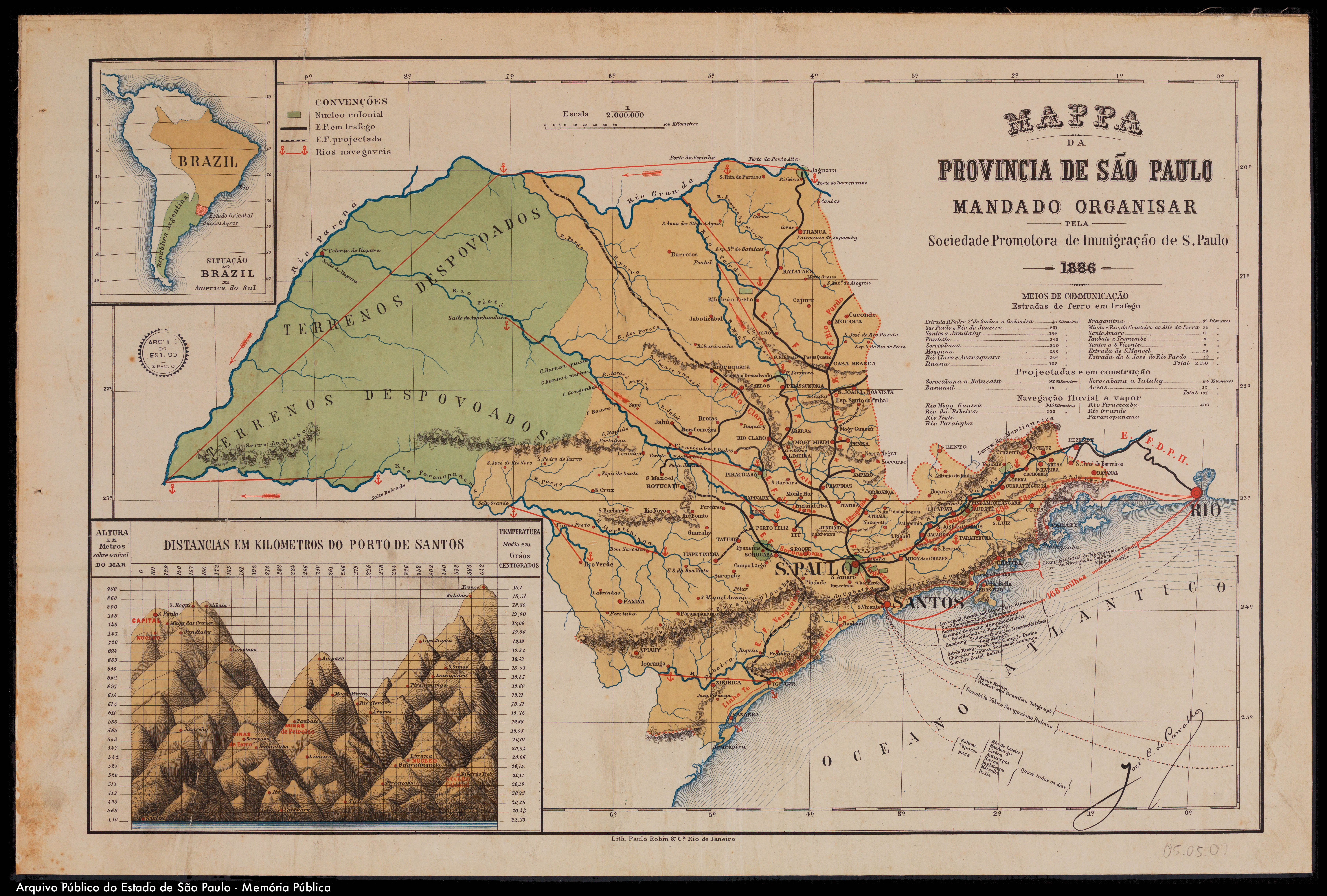
Mapa de la Provincia de San Pablo en 1886.

En 1765, gracias a los esfuerzos de Morgado de Mateus fue reinstituida la Capitanía de San Pablo, la cual promovió una política de incentivos a la producción de azúcar para garantizar su sostenimiento. Fue restaurada apenas con la tercera parte de su territorio anterior, comprendiendo apenas los actuales Estados de San Pablo y Paraná. En el este paulista, región propicia para tal cultivo, fueron fundadas las villas de Campinas, Itu y Piracicaba, donde luego las plantaciones de caña de azúcar. Las exportaciones de azúcar por el puerto de Santos, tuvieron su auge a comienzos del siglo XIX.
Esta capitanía ganó peso político durante la época da Independencia a través de la figura de José Bonifácio, natural de Santos y el 7 de septiembre de 1822 la Independencia fue proclamada en las riberas del Ipiranga, en San Pablo, por Don Pedro I.
Em 1821 la capitanía se transformó en provincia.

### El ciclo del café
Ya desde 1817 había sido fundada a primera hacienda de café en San Pablo, en el valle de Paraíba, en el cual el cultivo de café cobró fuerza después de la Independencia, enriqueciendo rápidamente ciudades como Guaratinguetá, Bananal, Lorena y Pindamonhangaba.
En las haciendas cafeteras del Valle de Paraíba, era utilizada en gran escala la mano de obra esclava y los productos transportándose vía Río de Janeiro. De esa forma el valle se enriqueció rápidamente, generando una oligarquía rural, aunque el resto de la provincia continuó dependiente da la caña de azúcar y del comercio que se estaba estableciendo en la ciudad de San Pablo, que contó con la fundación de una Facultad de Derecho en 1827.
Entretanto, el agotamiento de los suelos del Valle de Paraíba y las crecientes dificultades impuestas al régimen esclavista llevaron a la decadencia del cultivo de café en la región a partir de 1860. Este cultivo migró entonces en dirección al oeste Paulista, adentrándose primeramente en la región de Campiñas e Itu, substituyendo el cultivo de la caña de azúcar.
La migración del café rumbo al oeste provocó grandes cambios económicos y sociales en la provincia. La prohibición del tráfico de esclavos en 1850 conllevó la necesidad de buscar de mano de obra asalariada para los nuevos cultivos. La inmigración de europeos pasó a ser incentivada por los gobiernos imperial y provincial. El transporte de los granos hecho vía el puerto de Santos, condujo a la inauguración del primer ferrocarril paulista, el São Paulo Railway, construido por capitalistas ingleses y el Visconde de Mauá, uniendo Santos con Jundiaí, pasando por San Pablo, que se transformó así en importante puesto comercial entre el litoral y el interior cafetero.
El café se fue adentrando paulatinamente en el oeste paulista, pasando por Campiñas, Río Claro, Porto Ferreira y en 1870 encontró el área de más propicia para su cultivo, las fértiles tierras rojas del nordeste paulista, próximas a Ribeirão Preto, Jaú y São Carlos, donde surgieron las mayores y más productivas haciendas de café del mundo.
Tras de nuevas tierras para plantar café, colonos exploradores se adentraron hasta el entonces desconocido cuadrilátero comprendido entre la Sierra de Botucatu y los ríos Paraná, Tietê e Paranapanema, onde fundaron ciudades como Bauru, Marília, Araçatuba y Presidente Prudente a finales del siglo XIX y comienzos del XX.
Las actuales fronteras paulistas fueron fijadas tras la separación de Paraná en 1853. El sur paulista (Valle de Ribeira y región de Itapeva) no era propicio para el cultivo de café y sufrió los litigios de la división entre San Pablo y Paraná, siendo por tanto puesto al margen del desarrollo del resto del estado, convirtiéndose hasta hoy, en la región más pobre del territorio paulista.
La economía del café atrajo la constante llegada de inmigrantes italianos, portugueses, españoles, japoneses y árabes a la provincia, así como exigió la construcción de una gran red férrea y permitió la acumulación de capitales en San Pablo.

### La República Vieja y la política del café con leche
Al instaurarse la república, se afirmó claramente el predominio económico del nuevo estado. Si el Brasil era el café, el café era San Pablo. Esa realidad repercutió en la esfera nacional, con una estabilidad desde 1894 hasta 1902, durante tres cuatrienios consecutivos, con los presidentes Prudente de Morais, Campos Sales y Rodrigues Alves.
San Pablo ingresó con dos triunfos en la era republicana: la riqueza representada por el café y el sistema de mano de obra asalariada, introducido antes de la abolición de la esclavitud, ya integrado en el modo de producción de la agricultura paulista. De otro lado, la autonomía local conferida por el nuevo régimen federativo, que dados los amplios derechos conferidos a los estados resultaba, en la práctica, en una virtual soberanía, reforzó política y administrativamente las ventajas otorgadas por los dos factores antes mencionados.
Así equipado, beneficiándose de las instituciones de la República, San Pablo unió su poder económico a la fuerza electoral de Minas Gerais e instauró la "política del café con leche", que tuvo por consecuencia un cambio en las relaciones federales en el Brasil, siendo hasta hoy visibles los resultados. A ello contribuyó también la visión empresarial de sus hombres de negocios, caficultores principalmente, que, durante el Imperio, habían aprendido a usar con agilidad y vigor el poder político en defensa de sus intereses económicos. Percibieron de inmediato la oportunidad de introducir inmigrantes extranjeros y subsidiaron su establecimiento con recursos de la provincia, ya que el gobierno imperial dispensaba mayores atenciones al establecimiento de núcleos coloniales y no la inmigración asalariada. Con la nueva situación creada por la instauración del régimen republicano, pudieron ampliar sus instrumentos para actuar. De ahí en adelante, hasta la gran crisis de 1929, no perdieron de vista la expansión y defensa del producto que sustentaba la economía de la región.
A pesar de los conflictos internos y de varias disidencias, el Partido Republicano Paulista (PRP) consiguió mantener una gran cohesión que le permitió llevar adelante una política que satisfizo los intereses dominantes y que, innegablemente, contribuyó al prestigio de San Pablo dentro de la federación.
No fueron, sin embargo, tranquilos los primeros momentos republicanos en San Pablo, sino que reflejaron la agitación y los desaciertos que ocurrían en el ámbito federal. Como en los demás estados, se estableció uma junta provisional de gobierno. En seguida fue nombrado gobernador Prudente de Morais, que luego renunció. El gobierno del estado pasó entonces a Jorge Tibiriçá, indicado por Deodoro da Fonseca.
En 1890 comenzó la era de las contradicciones políticas dentro del PRP, con la oposición ejercida por el Centro Republicano de Santos, que, en manifiesto del 24 de agosto de 1890, lanzó la candidatura de Américo Brasiliense de Almeida e Melo. La agitación se hizo evidente en la Facultad de Derecho, en cuanto las principales figuras republicanas de San Pablo, como Prudente de Morais, Campos Sales, Bernardino de Campos y Francisco Glicério de Cerqueira Leite, entre otros, se inquietaron con el autoritarismo del mariscal Deodoro da Fonseca. Este destituyó a Jorge Tibiriçá y delegó el poder, en 1891, a Américo Brasiliense, a quien Deodoro da Fonseca consideraba "el único capaz de organizar San Pablo".
Los descontentos se agravaron. Amargas polémicas se trabaron entre Campos Sales, desde el Correio Paulistano, y Francisco Rangel Pestana, portavoz del Estado. En ese ambiente se instaló, el 8 de junio de 1891, la Asamblea Constituyente y en julio, Américo Brasiliense, ya ejerciendo como presidente del estado, promulgó la primera constitución paulista.
Los ánimos parecían serenarse, cuando el golpe de Deodoro da Fonseca hizo renacer la agitación. Tanto San Pablo como el interior vivían bajo la amenaza de la subversión del orden público, que se generalizaba por el país. Para evitar la guerra civil, Deodoro renunció y asumió la presidencia de la república el vicepresidente, Floriano Peixoto, que recibió apoyo político y financiero de San Pablo contra las rebeliones que proliferaban en la nación. A cambio, San Pablo asumió la hegemonía en la federación, con la elección de Prudente de Morais en 1894, que daba inicio a una serie de presidentes civiles.
Entretanto, en el estado, Américo Brasiliense entregó la gobernación al mayor Sérgio Tertuliano Castelo Branco, que luego la transfirió a quien le correspondía en derecho: al vicepresidente, José Alves de Cerqueira César. Este, arguyendo que enfrentaba el espíritu de motín de la reacción monárquica, disolvió la Asamblea Legislativa y convocó inmediatamente a otro Congreso y después de todas las cámaras municipales del estado. Se realizaron elecciones de diputados y senadores para el segundo legislativo estadual, que se instaló el 7 de abril de 1892. Demostrando siempre decisión y firmeza, Cerqueira César convocó al electorado para escoger nuevo presidente del estado, triunando Bernardino de Campos, el primer gobernante paulista electo mediante sufragio directo.

### Revolución de 1932
Véase Revolución Constitucionalista de 1932

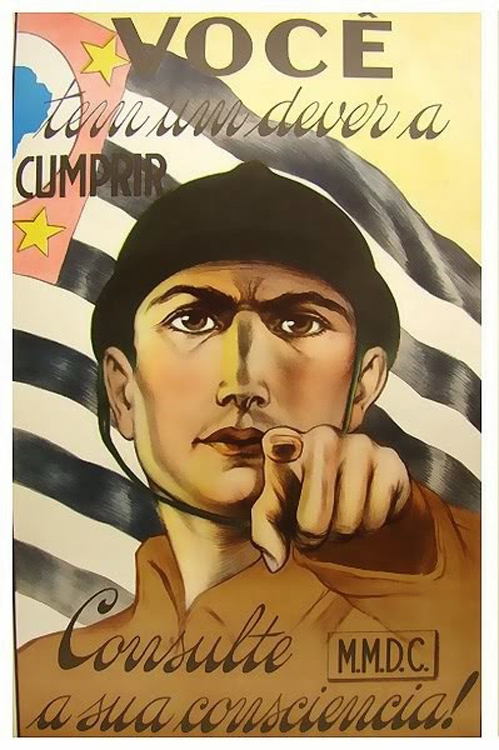
Pancarta que convoca a los paulistas a las armas.

La década de 1930 en San Pablo se caracterizó, desde el punto de vista económico, por los esfuerzos de ajuste a las nuevas condiciones creadas por la crisis mundial de 1929 y por la caída del mercado del café. Desde el punto de vista político, el período estuvo marcado por la lucha en pro de la recuperación de la hegemonía paulista en la federación, alcanzada por la Alianza Liberal y aniquilada por la "revolución de 1930" dirigida por Getúlio Vargas, quien sometió al estado a dos interventores federales.
Surgieron las reivindicaciones a favor de un gobierno paulista, que pretendían la restauración de los grupos hegemónicos paulistas, cuyos intereses, tanto económicos como políticos, estaban siendo perjudicados por la nueva situación, a pesar de que algunos interventores, como João Alberto Lins de Barros, habían procurado conciliar la caficultura con la nueva orientación del gobierno federal.
Habituadas a conducir su propio destino, las clases dirigentes se levantaron bajo la conducción del Partido Democrático, entonces presidido por el profesor Francisco Morato, justamente el partido aliado de la revolución getulista. Esta organización política rompió con el gobierno federal y constituyó con los conservadores y el viejo PRP, el Frente Único Paulista. Este buscó alianzas con otros estados, particularmente con la oposición de Rio Grande do Sul, pero finalmente se rebelaron, contando apenas con el apoyo de las tropas del Sur de Mato Grosso.
El 9 de julio de 1932, irrumpió la revolución constitucionalista de San Pablo. Gobernaba el estado, como interventor federal, el paulista Pedro de Toledo, luego proclamado gobernador. Se formaron batallones de voluntarios y adhirieron al movimiento algunas unidades del Ejército, un fuerte contingente de Mato Grosso y la casi totalidad de la fuerza pública estadual. Fueron movilizados inicialmente cincuenta mil hombres, comandados por el coronel Euclides de Oliveira Figueiredo primero y por el general Bertoldo Klinger después, bajo la jefatura suprema del general Isidoro Dias Lopes. 
La industria participó en la revolución con entusiasmo. Dirigido por Roberto Cochrane Simonsen, todo el parque industrial paulista fue colocado al servicio de la rebelión y dedicado a la producción bélica. Se organizó también el abastecimiento interno. La lucha duró apenas tres meses y terminó con la derrota de los paulistas y la pérdida de centenas de vidas.
Algunos meses después de la capitulación, el gobierno federal, a fin de pacificar el país, decidió convocar elecciones para la Asamblea Constituyente, respondiendo al objetivo principal de los revolucionarios paulistas: la restauración del orden constitucional. San Pablo fue ocupado militarmente de octubre de 1932 a agosto de 1933. Fueron exiliados el exgobernador Pedro de Toledo, sus secretarios y otros políticos que tomaron parte activa en la revolución.

### La industrialización y metropolización

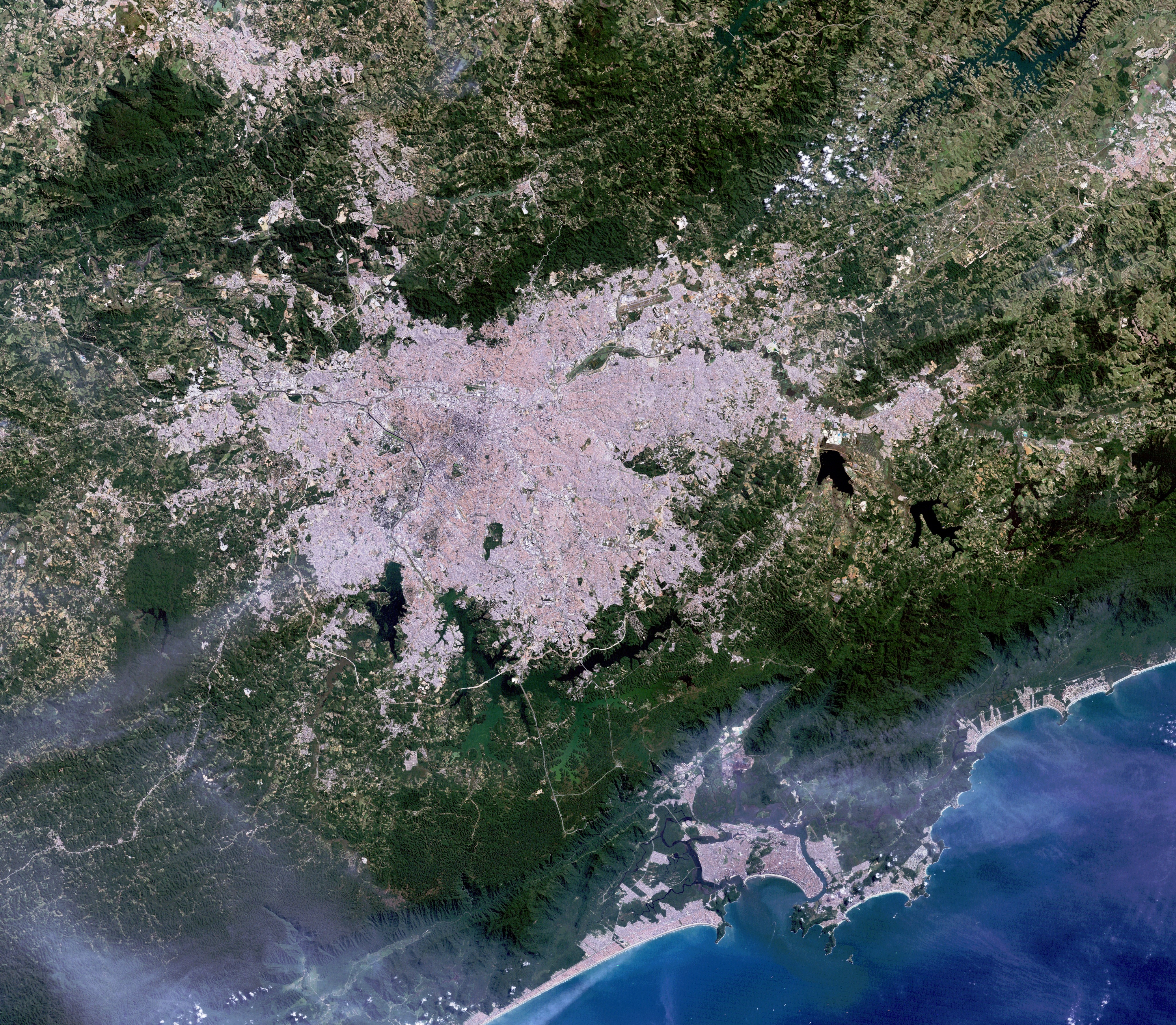
Imagen de satélite focalizando el Gran San Pablo.

Después de la I Guerra Mundial, el cultivo del café comenzó a sufrir una crisis por exceso de oferta y por la competencia de otros países. El cultivo comenzó a ser controlado por el gobierno, a fin de evitar la crisis, y los cierres de haciendas llevaron a los inmigrantes en dirección a la ciudad de San Pablo, donde se convirtieron en obreros industriales.
Presiones políticas exigieron el fin del predominio de la élite cafetera paulista, surgieron movimientos artísticos como la Semana de 1922 propagando nuevas ideas sociales y económicas. La inmigración comenzó reducirse y huelgas anarquistas y comunistas estallaron en San Pablo, cuando se conformaron los imperios industriales, como el de la Familia Matarazzo.
En 1930 el café entró en su peor crisis tras el crash de la Bolsa de Nueva York el año anterior y la caída de los precios internacionales del grano.
La II Guerra Mundial interrumpió las importaciones y la industria paulista inició un proceso de sustituición de importaciones, pasando a producirse en el Estado los productos anteriormente importados. El proceso se intensificó durante el gobierno de Juscelino Kubitschek, que estableció las bases de la industria automotriz paulista.
Para proveer la mano de obra necesaria, llegaron millones de nordestinos, principalmente de los estados de Bahía, Ceará, Pernambuco y Paraíba, que sustituyeron los antiguos inmigrantes, que ahora ingresaban a la clase media paulista. Los nuevos inmigrantes se establecieron principalmente en la periferia de San Pablo y en las ciudades vecinas. Este rápido aumento poblacional promovió un proceso de metropolización, formándose la Región Metropolitana de San Pablo. En 1960, la ciudad de San Pablo se convirtió en la mayor ciudad brasileña y en el principal polo económico del país, superando a Río de Janeiro.

### Industrialización del interior
En las décadas de 1960 y 1970 el gobierno estatal promovió diversas obras que incentivaron la economía del interior del Estado, abandonado desde la quiebra del café en 1930.
La construcción y ampliación de la Vía Dutra (BR-116) recuperó la economía e industrializó el Vale do Paraíba, que se concentró en torno de la industria aeronáutica de São José dos Campos.
Para el oeste, el establecimiento del Aeropuerto Internacional de Viracopos, la fundación de la Universidad de Campinas (Unicamp) la construcción de ferrocarriles y carreteras como la Rodovia Anhanguera y la instrumentación de técnicas modernas de producción, en especial en la caña de azúcar y su subproducto, el alcohol combustible, llevaron nuevamente progreso a las regiones de Campinas, Sorocaba, Ribeirão Preto y Franca.
Este proceso de recuperación económica del interior se intensificó a partir de la década de 1980, cuando numerosos problemas urbanos, como la violencia, polución y la ocupación desordenada del espacio, afligieron la Región Metropolitana de San Pablo. Entre 1980 y 2000, la gran mayoría de las inversiones realizadas en el Estado fueron hechas por fuera de la capital, que pasó de ser una metrópoli industrial a constituirse prioritariamente en un polo de servicios y finanzas. El interior, en especial el eje Campinas, São Carlos, Ribeirão Preto, Franca-Sorocaba, São José dos Campos, Taubaté se volvió industrializado y próspero.
Con la industrialización del interior, otros estados pasaron a tener una tasa de crecimiento económico aún más elevada que San Pablo, principalmente las regiones Sur y Centro-Oeste.
Actualmente, aunque el ritmo de crecimiento no sea tan alto como el de algunos otros estados, San Pablo es el principal polo económico, político e industrial de América Latina, siendo el mayor mercado consumidor de Brasil.

## Geografía

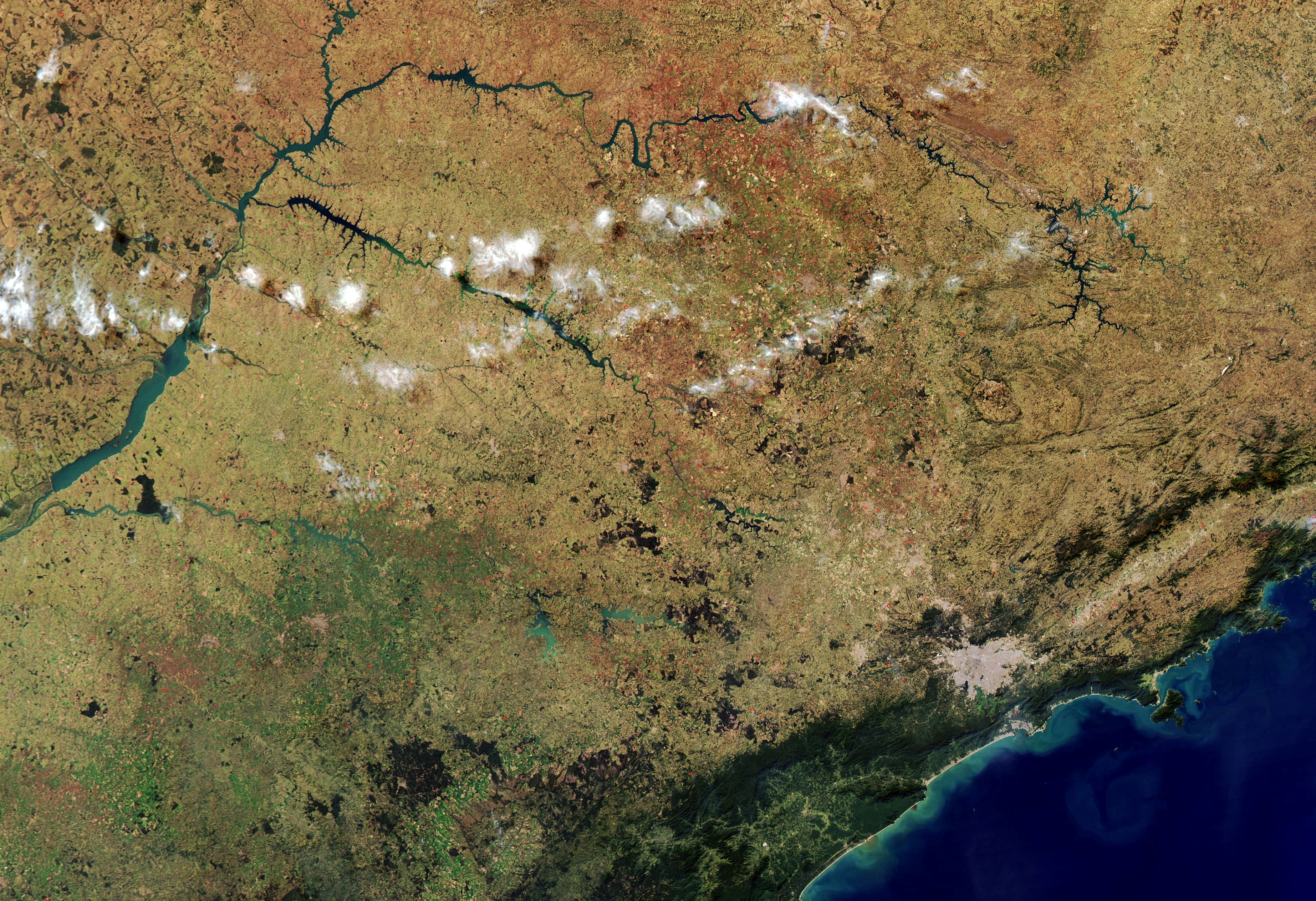
Imagen de satélite focalizando San Pablo.

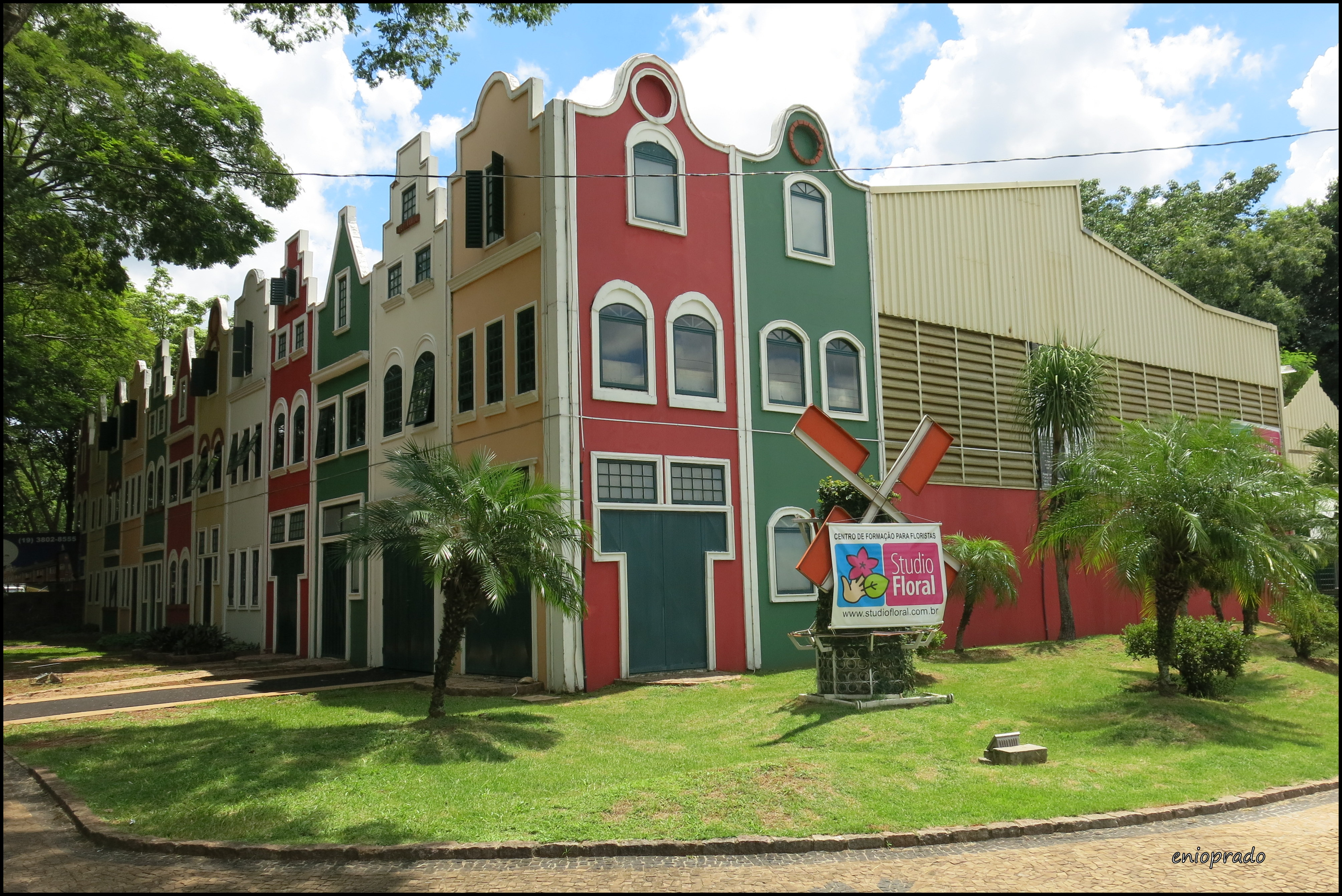
Holambra.

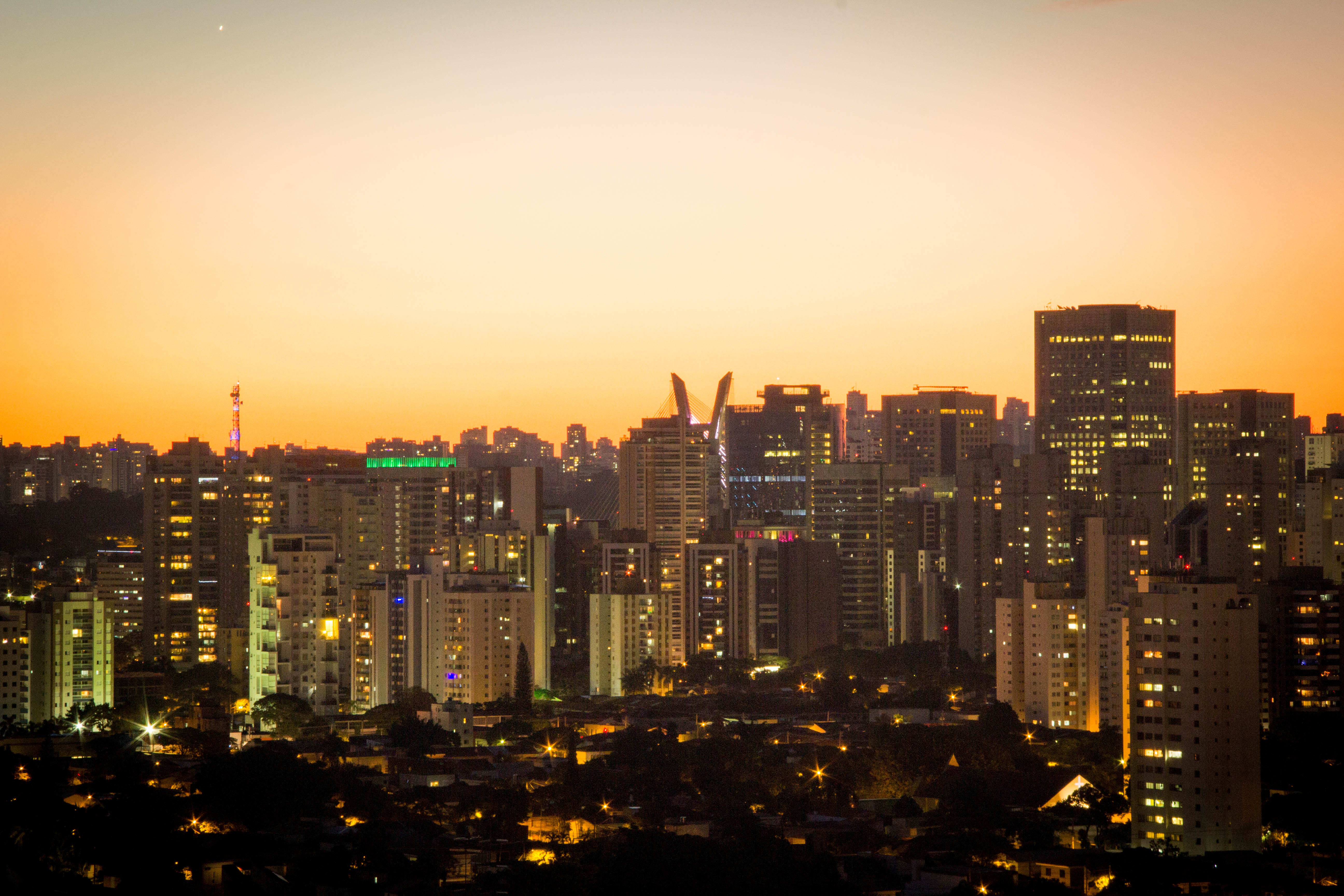
Ciudad de San Pablo.

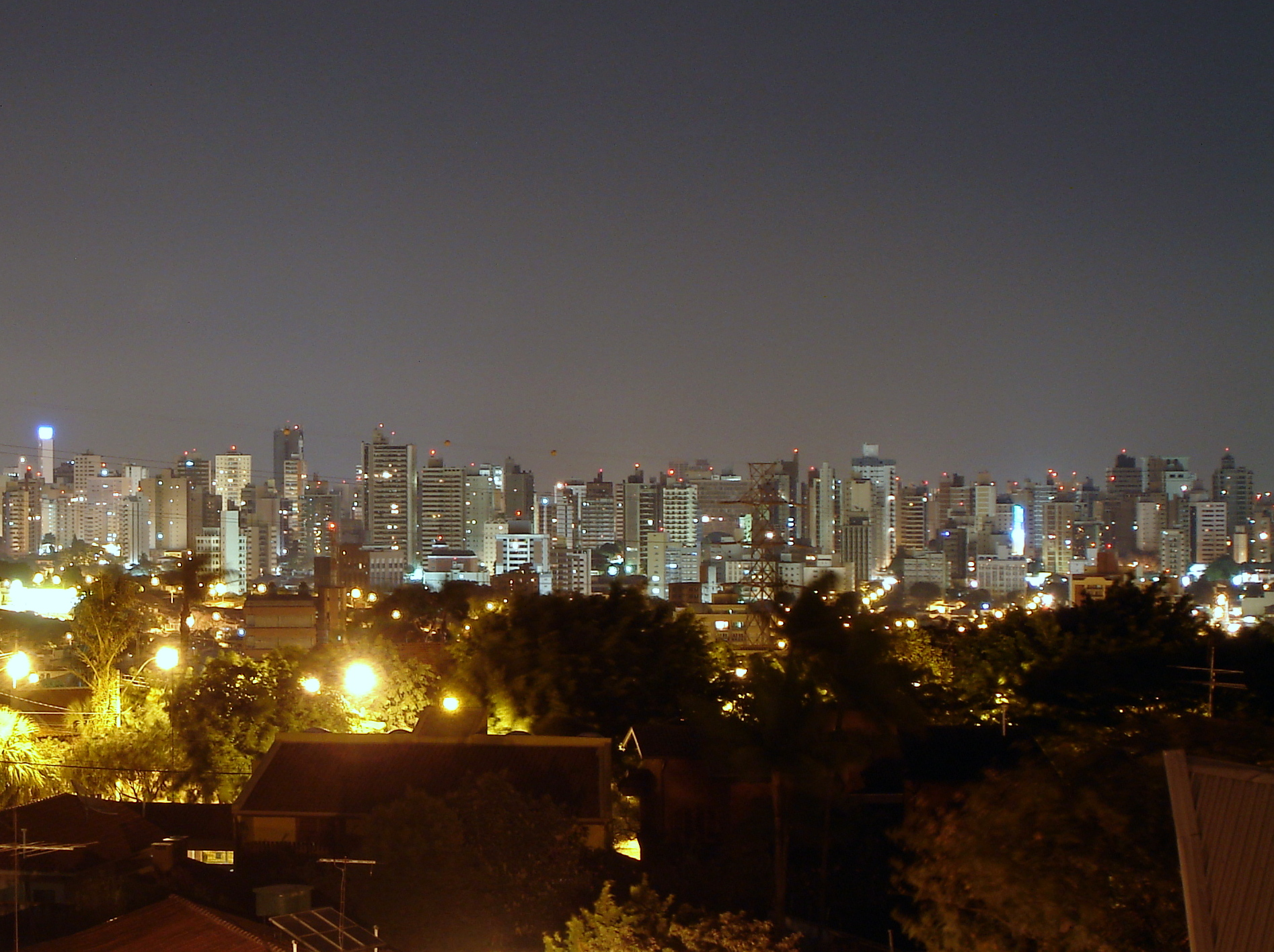
Campinas.

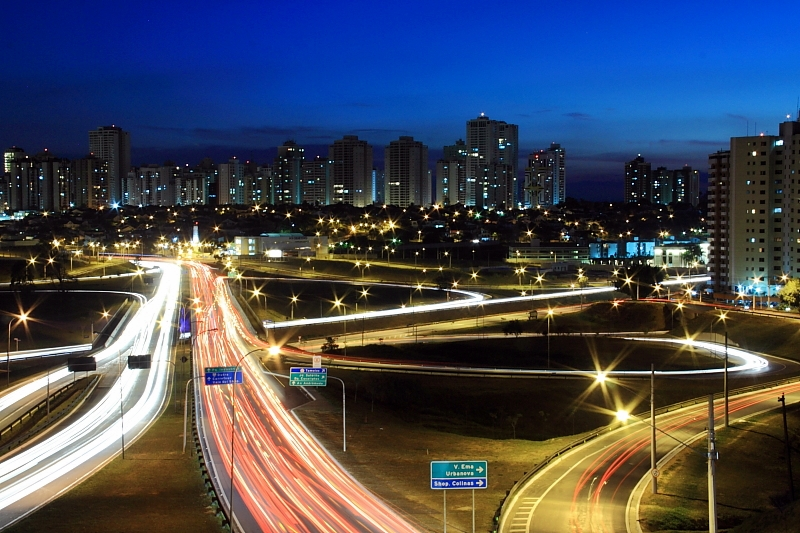
São José dos Campos.

El estado presenta una altitud relevante, dado que un 85% de su superficie posee una altitud de 300 a 900 m s. n. m. 
El clima es subtropical en casi todo el territorio. La cumbre más alta es la Piedra de la Mina, con 2.798,98 m de altitud. El estado de San Pablo ha llegado a registrar temperaturas bajas, así como en 1918, donde la temperatura llegó hasta el -7,6 °C/19 °F en la región de la Avenida Paulista y temperaturas mucho más bajas en los barrios residenciales, como el barrio de Santo Amaro, que registró -9,8 °C/14 °F en el mismo día.
El clima del estado sufre influencias de la altitud: en la ciudad de Campos do Jordão por ejemplo, situada a 1600 metros sobre el nivel del mar en la Sierra de la Mantiqueira, las temperaturas pueden caer abajo de los 0 °C en días más fríos de inviernos rigurosos. Ya en el interior del estado (Ribeirão Preto, São José do Rio Preto, etc.), las temperaturas pueden superar fácilmente los 33 °C en el verano.
La capital y su región metropolitana tienen clima subtropical influenciado por la altitud pero también alterado por la gran urbanización: durante el invierno es común el fenómeno de la inversión térmica, cuándo la polución sube en la atmósfera con el aire caliente durante el día y baja cerca del suelo con el aire frío durante la noche, permaneciendo sobre la zona urbana sin dispersión, debido a la falta de vientos.

### Ciudades
Las ciudades más importantes son, aparte de la capital homónima y su región metropolitana:
- Campinas (gran polo industrial y la primera metrópolis brasileña que no es capital)[5]
- São Carlos (capital brasileña de la tecnología)
- Santos (el mayor puerto de Latinoamérica)
- Ribeirão Preto
- São José dos Campos (mayor Polo tecnológico y Aeronáutico de Latinoamérica)
- São José do Rio Preto
- Bauru
- Sorocaba
- Jaú
- Jundiaí
- Guarujá
- Piracicaba
- Limeira
- Americana
- Franca
- Araraquara
- Taubaté
- Araçatuba

### Ríos principales
Los ríos más importantes del estado son los siguientes:
- Río Tietê
- Río Paranapanema
- Río Grande
- Río Turvo
- Río Pardo
- Río do Peixe
- Río Paraíba do Sul
- Río Piracicaba

## Demografía
| Población Histórica del Estado de Sao Paulo | Población Histórica del Estado de Sao Paulo | Población Histórica del Estado de Sao Paulo |
| Año                                         | Habitantes                                  | Fuente                                      |
| ------------------------------------------- | ------------------------------------------- | ------------------------------------------- |
| 1872                                        | 837 354                                     | Censo brasileño de 1872                     |
| 1890                                        | 1 384 753                                   | Censo brasileño de 1890                     |
| 1900                                        | 2 282 279                                   | Censo brasileño de 1900                     |
| 1920                                        | 4 592 188                                   | Censo brasileño de 1920                     |
| 1940                                        | 7 180 316                                   | Censo brasileño de 1940                     |
| 1950                                        | 9 134 423                                   | Censo brasileño de 1950                     |
| 1960                                        | 12 974 699                                  | Censo brasileño de 1960                     |
| 1970                                        | 17 958 693                                  | Censo brasileño de 1970                     |
| 1980                                        | 23 375 199                                  | Censo brasileño de 1980                     |
| 1991                                        | 31 546 473                                  | Censo brasileño de 1991                     |
| 2000                                        | 36 969 476                                  | Censo brasileño de 2000                     |
| 2010                                        | 41 262 199                                  | Censo brasileño de 2010                     |
| 2022                                        | 44 420 459                                  | Censo brasileño de 2022\|                   |

| Gráfica histórica de la evolución demográfica del Estado de São Paulo |
| --------------------------------------------------------------------- |
|                                                                       |

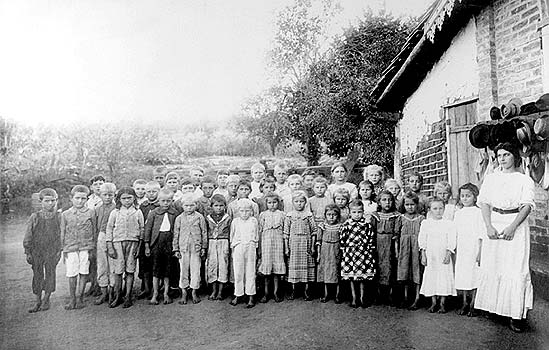
Escuela de italianos en Campinas a principios del.

La población de San Pablo es una de las más diversificadas de Brasil, y desciende principalmente de inmigrantes italianos y portugueses, mientras que destaca también la influencia de los migrantes alemanes, españoles, japoneses, coreanos, y de muchos pueblos de Oriente Medio como libaneses, sirios y armenios; también hay colonias de suizos y neerlandeses, y recientemente una importante migración boliviana y paraguaya. Cerca del 40% de la población del estado son descendientes de italianos, y representan 18 millones de personas. También destaca (aunque en mucho menor medida) la ascendencia amerindia y africana de la población local.
La población se compone aproximadamente de:
- Caucásicos, 30 millones de personas (71,8%)
- Mestizos, 9 millones (22%)
- Negros, 1,5 millones (4,0%)
- Asiáticos, 0,8 millones (2,0%)
- Amerindios, la minoría de la población, y representan el (0,2%)

Viven actualmente cerca de 5000 indígenas nativos en 28 aldeas del estado de San Pablo de las etnias Guaraní, Terena, Kaingang y Krenak, principalmente en la región centro-oeste, en el Valle de Ribeira y cerca de la capital. En Mongaguá se encuentra la comunidad guaraní de Aguapéu, así como la de Itaoca. En los alrededores de la ciudad de San Pablo hay cuatro aldeas indígenas guaraníes Mbyá que suman unas 1500 personas: dos de ellas están en Jaraguá (Zona Oeste), Tekoa Pyau y Tekoa Ytu; en Parelheiros (Zona Sur, limitando con San Bernardo del Campo) están las aldeas de Krukutu y Tenonde Porã. Además viven en la capital indígenas migrantes, entre los que se destacan 1500 pankararúes, procedentes de Pernambuco.
Según un estudio genético autosómico, la composición de la población de San Pablo es la siguiente: contribución Europea de 79,00%, contribución Africana de 14,00% y contribución indígena de 7,0%

## Economía

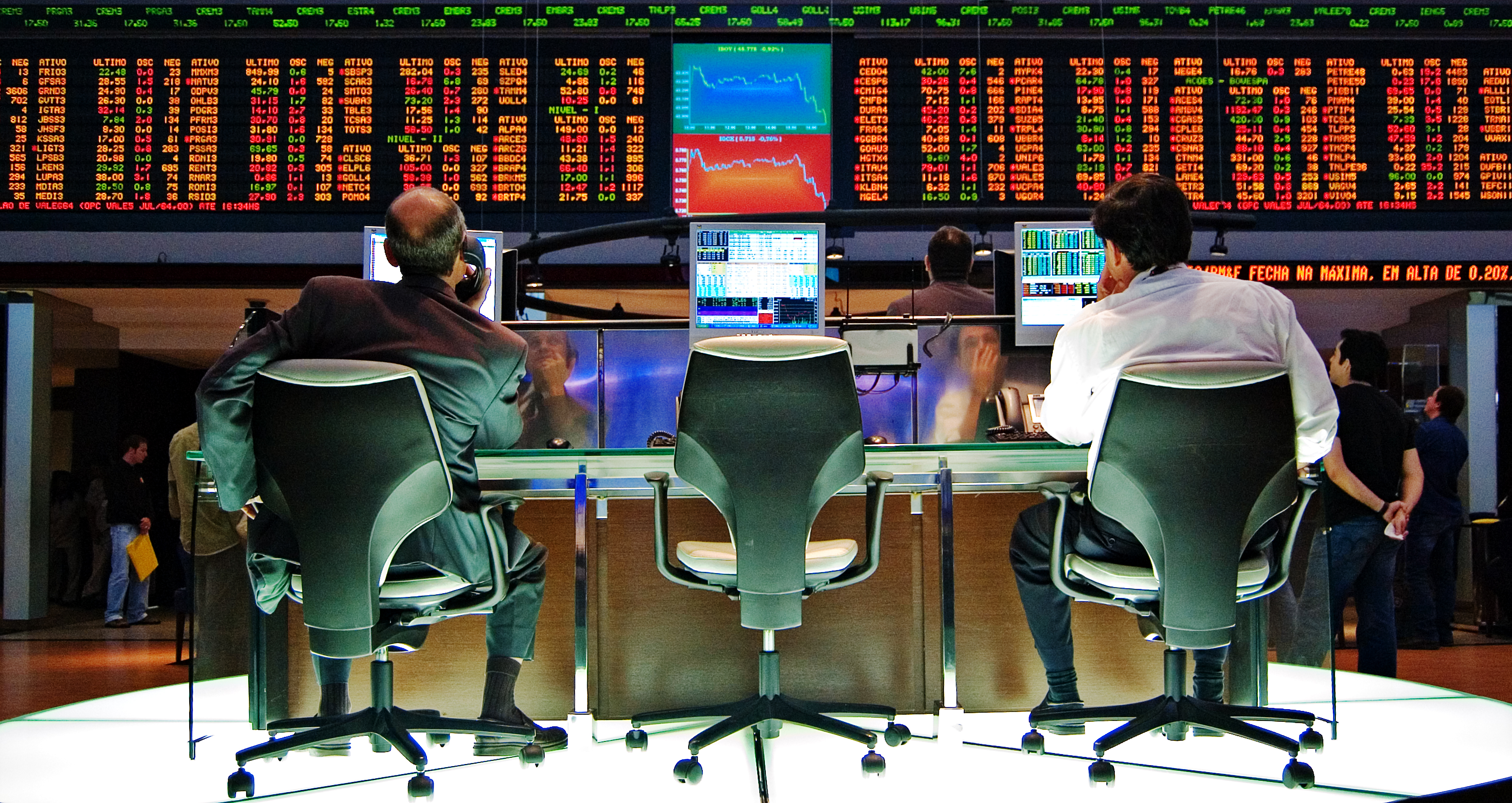
Bolsa de Valores de São Paulo, uno de los 20 más grandes del mundo.

Es el estado económicamente más desarrollado del país: representa más de 30% del producto interno bruto brasileño. El estado tiene como base principal de su economía a la industria (metalurgia, mecánica, automóviles y sus piezas, equipamientos mecánicos, electrónicos, telecomunicaciones, productos químicos, plásticos, alcohol, alimentos...), después los servicios (incluyendo las finanzas) y el comercio. Pero también su agricultura y su ganadería son muy importantes y modernas.
El PIB del estado es mayor que el de muchos países de América Latina y representa 33,5% del PIB brasileño.
Las industrias se concentran en la megalópolis formada por las regiones metropolitanas de San Pablo, Campinas y Bajada Santista, en la región de Sorocaba, en las ciudades de San Carlos, Ribeirão Preto y en el valle del río Parabía del Sur.
El estado constituye el centro financiero de Latinoamérica: en la región metropolitana de su capital (la ciudad de San Pablo) están las sedes de importantes bancos brasileños y también extranjeros con filiales en Brasil. La Avenida Paulista, en la capital del estado, representa el centro financiero por excelencia de Latinoamérica, y concentra la sede de bancos como el Itaú y las matrices brasileñas de bancos extranjeros, como el Santander y Citibank, además de la sede de la poderosa Federación de las Industrias del Estado de Sao Paulo (FIESP), que representa los intereses de las grandes industrias instaladas en el estado. La BOVESPA (Bolsa de Valores del Estado de Sao Paulo) es también la más importante de Latinoamérica.

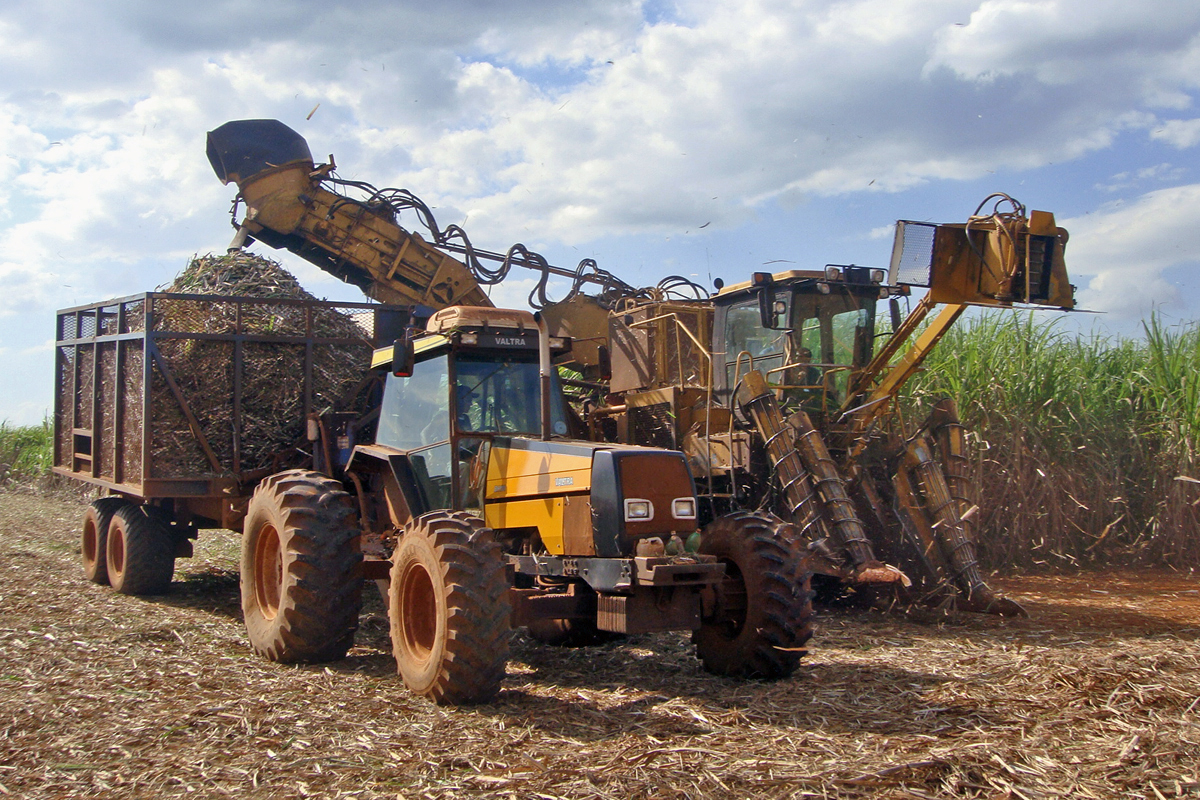
Cosechadoras en un campo de caña de azúcar en Piracicaba.

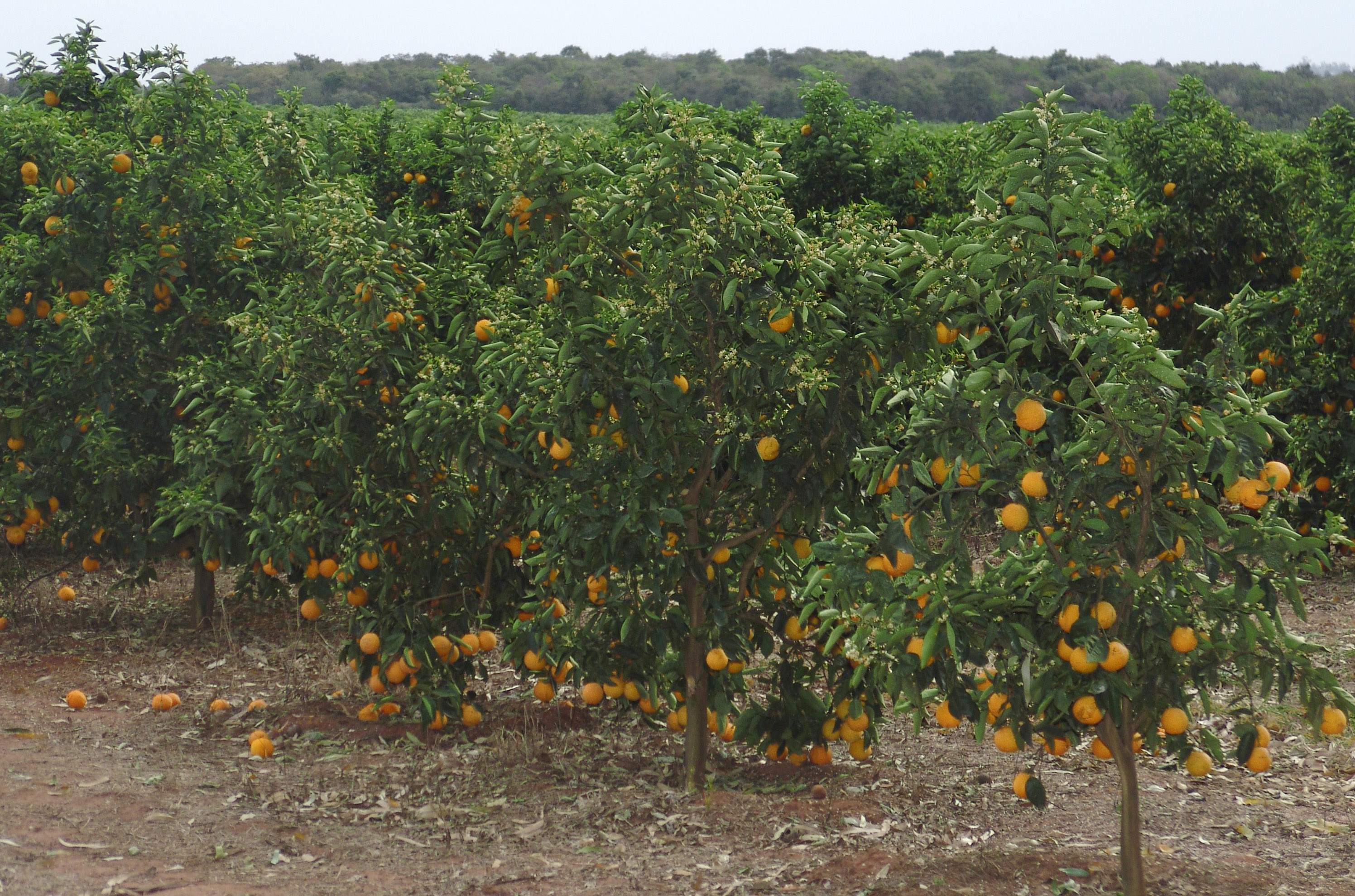
Naranja en Avaré

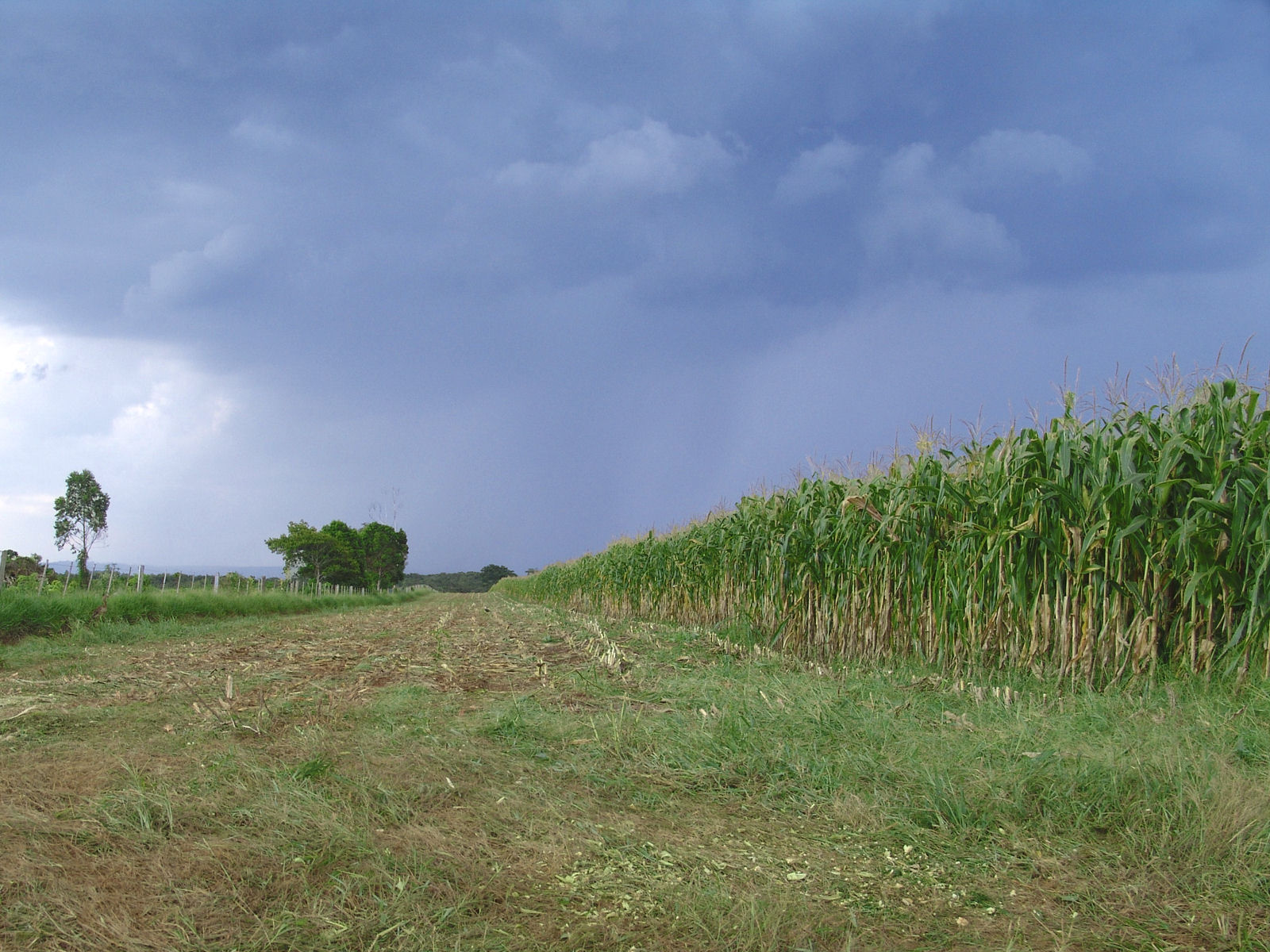
Maíz en Avaré

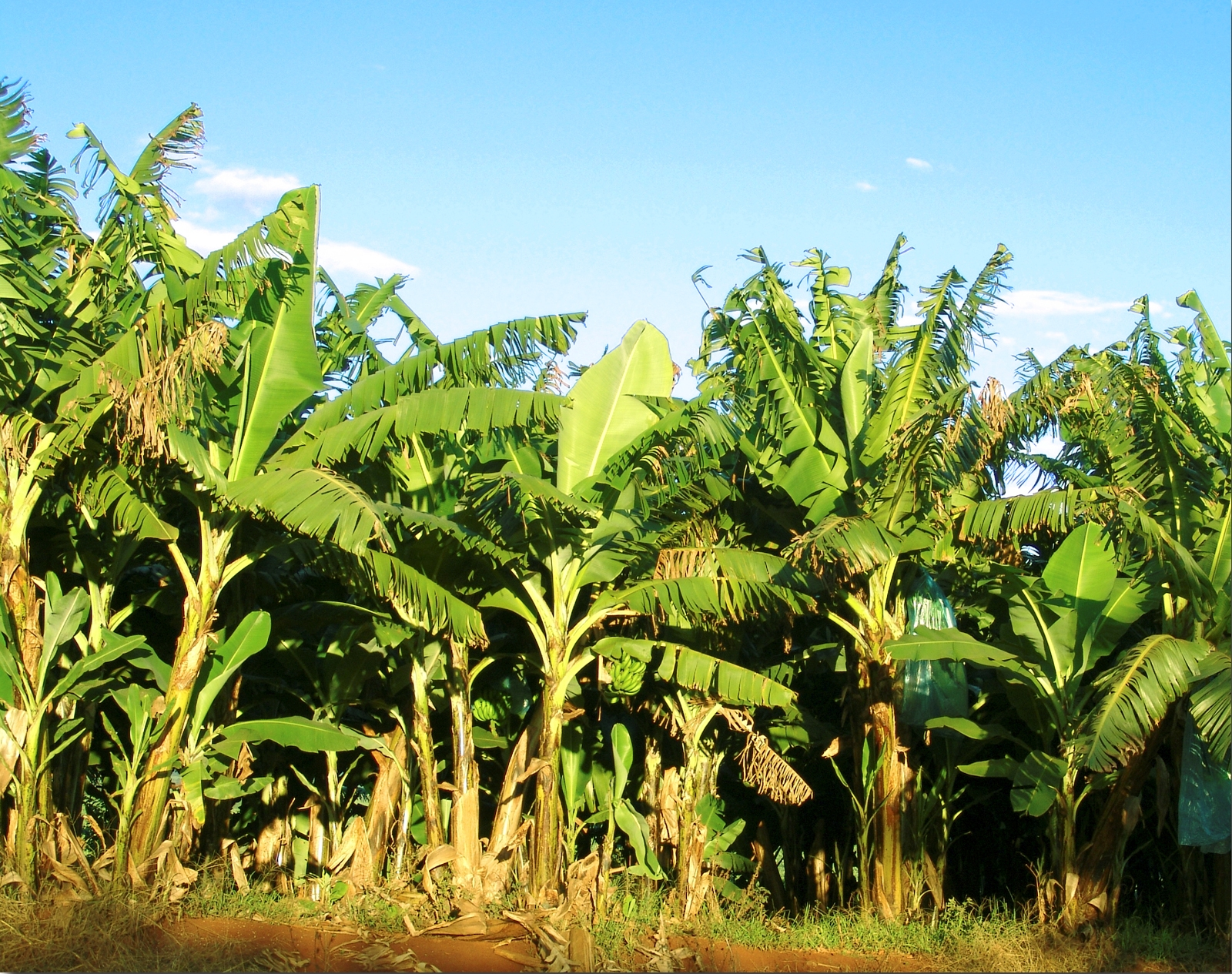
Plátano en Avaré

Su agricultura produce naranja y zumo de naranja para el mercado interno y externo, y caña de azúcar y café para el mercado interno. La caña de azúcar es principalmente plantada para la producción de alcohol, usado en todo el Brasil como biocombustible. La ganadería sufrió una pequeña disminución en los últimos años con el crecimiento de las plantaciones de caña, pero aún es importante y sus rebaños de ganado están entre los mejores del país. Los productos más grandes en el Valor de Producción de Agropecuária Paulista son, en el siguiente orden: caña de azúcar, carne de res, naranjas, pollo, soja, huevos y maíz.
Es un productor gigante de caña de azúcar y naranja, y también tiene grandes producciones de café, soja, maíz, plátano, maní, limón, caqui, mandarina, yuca, zanahoria, patata y fresa.
En 2019, São Paulo produjo 425,617,093 toneladas de caña de azúcar. La producción de São Paulo equivale al 56,5% de la producción brasileña de 752.895.389 toneladas, supera la producción de la India (segundo mayor productor de caña de azúcar) en 2019 (que fue de 405.416.180 toneladas) y fue equivalente al 21,85% de la producción mundial de caña en el mismo año (1.949.310.108 toneladas).
En 2019, São Paulo produjo 13,256,246 toneladas de naranja. La producción de São Paulo equivale al 78% de la producción brasileña de 17.073.593 toneladas, supera la producción de China (segundo mayor productor de naranjas del mundo) de 2019 (que fue de 10.435.719 toneladas) y fue equivalente al 16.84% de la producción mundial de naranja en el mismo año (78.699.604 toneladas). La mayor parte está destinada a la industrialización y exportación de jugo.
En 2017, São Paulo representó el 9.8% de la producción nacional total de café (tercer lugar).
El estado de São Paulo concentra más del 90% de la producción nacional de maní, y Brasil exporta alrededor del 30% de los maníes que produce.
São Paulo es también el mayor productor nacional de plátano, con 1 millón de toneladas en 2018. El país produjo 6,7 millones de toneladas este año. Brasil ya era el 2.º productor más grande de la fruta en el mundo, actualmente en 3.er lugar, perdiendo solo ante India y Ecuador.
El cultivo de soja, por otro lado, está aumentando, sin embargo, no se encuentra entre los mayores productores nacionales de este grano. En la cosecha 2018/2019, São Paulo cosechó 3 millones de toneladas (Brasil produjo 120 millones).
São Paulo también tiene una considerable producción de maíz. En 2019, produjo casi 2 millones de toneladas. Es el sexto mayor productor de este grano en Brasil. La demanda estatal se estima en 9 millones de toneladas, para alimentación animal, lo que requiere que el Estado de São Paulo compre maíz de otras unidades de la Federación.
En la producción de yuca, Brasil produjo un total de 17,6 millones de toneladas en 2018. São Paulo fue el tercer productor más grande del país, con 1,1 millones de toneladas.
En 2018, São Paulo fue el mayor productor de mandarina en Brasil. Acerca de caqui, São Paulo es el mayor productor del país con un 58%. El sudeste es el mayor productor de limón en el país, con el 86% del total obtenido en 2018. Solo el estado de São Paulo produce el 79% del total.
En 2019, en Brasil, había un área de producción total de alrededor de 4 mil hectáreas de fresa. São Paulo ocupó el segundo lugar en Brasil con 800 hectáreas, con producción concentrada en los municipios de Piedade, Campinas, Jundiaí, Atibaia y municipios cercanos.
Con respecto a zanahoria, Brasil ocupó el quinto lugar en la clasificación mundial en 2016, con una producción anual cercana a las 760 mil toneladas. Con relación a las exportaciones de este producto, Brasil ocupa la séptima posición mundial. Minas Gerais y São Paulo son los 2 mayores productores de Brasil. En São Paulo, los municipios productores son Piedade, Ibiúna y Mogi das Cruzes. En cuanto a patata, el principal productor nacional es el estado de Minas Gerais, con el 32% del total producido en el país. En 2017, Minas Gerais cosechó alrededor de 1.3 millones de toneladas del producto. São Paulo posee el 24% de la producción.

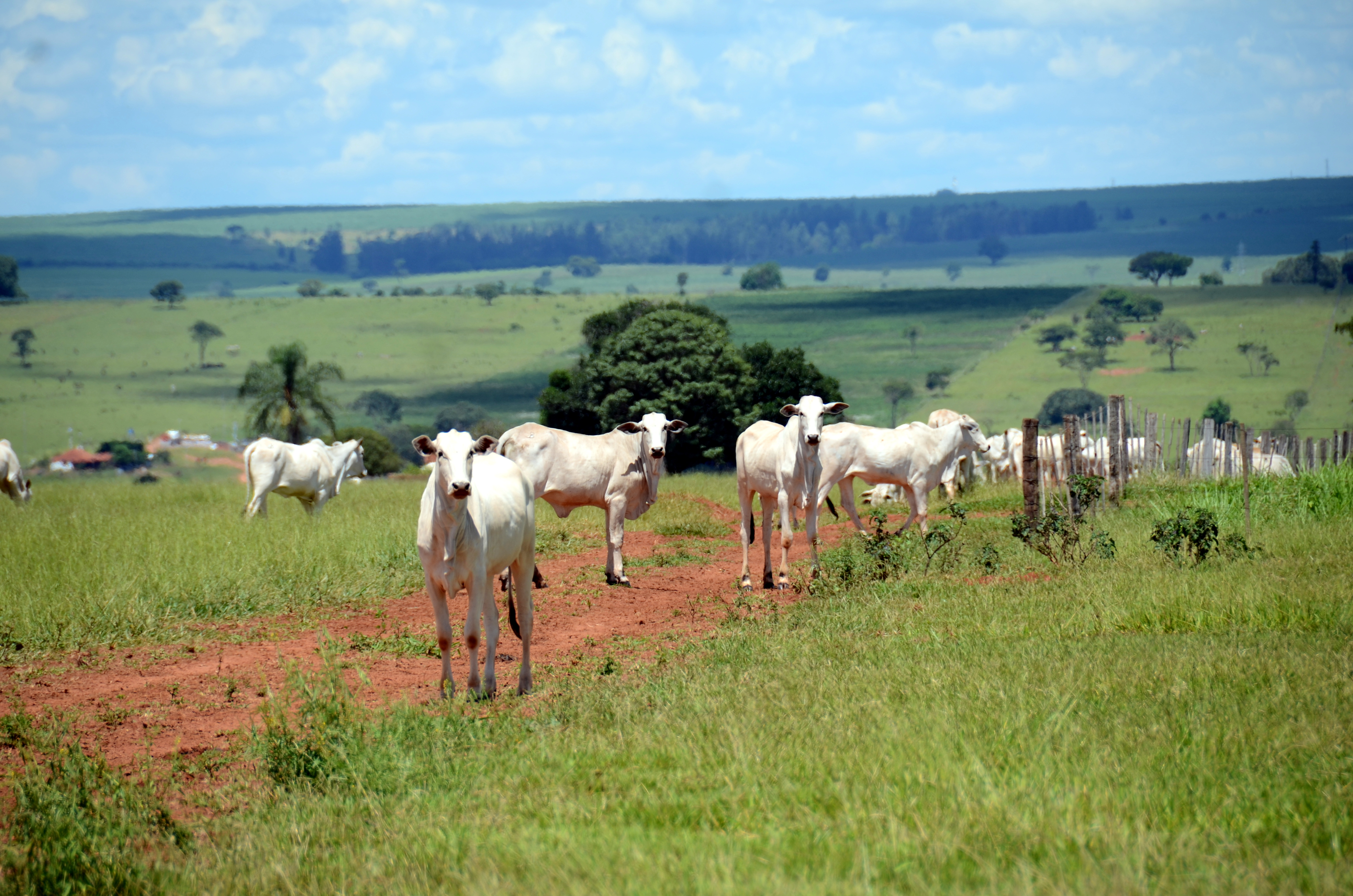
Ganado en João Ramalho

Con respecto al rebaño bovino, en 2019 São Paulo tenía aproximadamente 10,3 millones de cabezas de ganado (6,1 millones para carne de res, 1 millón para producción de leche, 3 millones para ambos). La producción de leche este año fue de 1.78 mil millones de litros. El número de aves para poner huevos fue de 56.49 millones de cabezas. La producción de huevos fue de 1.34 billones de docenas. El Estado de São Paulo es el mayor productor nacional con un 29,4%. En la producción de aves de corral para la producción en São Paulo, hubo una producción de 690,96 millones de cabezas en 2019, equivalente a una oferta de 1,57 millones de toneladas de pollo. El número de cerdos en el estado en 2019 es de 929.62 mil cabezas. La producción fue de 1.46 millones de cabezas, o 126 mil toneladas de carne de cerdo.
En 2018, cuando se trata de pollos, la primera región de clasificación fue el Sureste, con el 38.9% del total de cabezas del país. Se estimó un total de 246.9 millones de gallinas para 2018. El estado de São Paulo fue responsable del 21.9%. La producción nacional de huevos de gallina fue de 4.400 millones de docenas en 2018. La región sudeste fue responsable del 43,8% del total producido. El estado de São Paulo fue el mayor productor nacional (25,6%). El número de codorniz fue de 16,8 millones de aves. El sudeste es responsable del 64%, destacando São Paulo (24,6%).

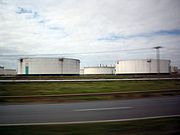
REPLAN, la refinería de petróleo más grande de Brasil, en Paulínia

Sobre la industria, São Paulo tuvo un PIB industrial de R$ 378,7 mil millones en 2017, equivalente al 31,6% de la industria nacional y empleó a 2.859.258 trabajadores en la industria. Los principales sectores industriales son: construcción (18,7%), alimentos (12,7%), productos químicos (8,4%), servicios industriales de servicios públicos, como electricidad y agua (7,9%) y vehículos de motor (7,0%). Estos 5 sectores concentran el 54.7% de la industria del estado.
En 2019, Río de Janeiro fue el mayor productor de petróleo y gas natural en Brasil, con el 71% del volumen total producido. São Paulo ocupa el segundo lugar, con una participación del 11,5% en la producción total.

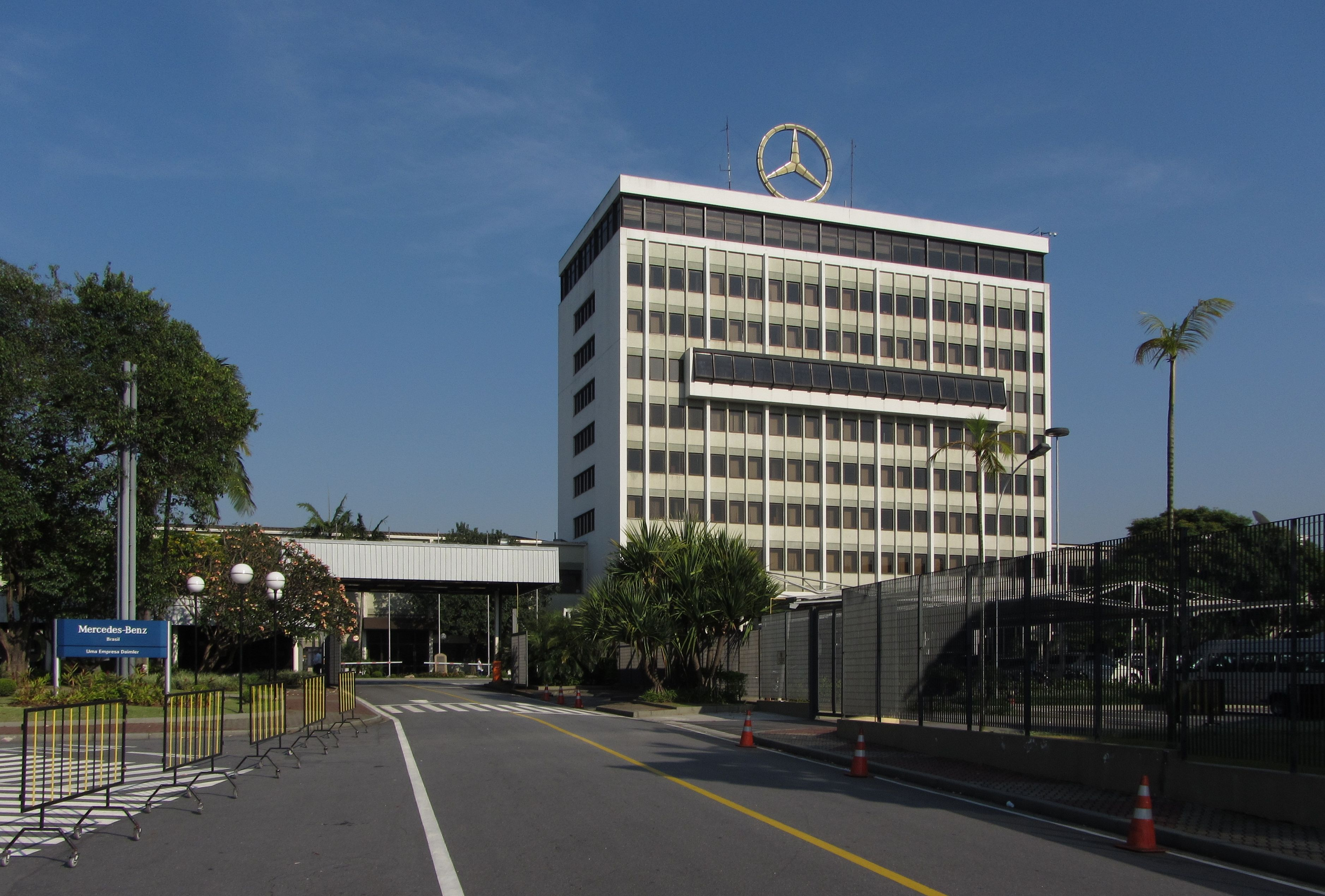
Sede de Mercedes-Benz Brasil en São Bernardo do Campo.

En Brasil, el sector automotriz representa cerca del 22% del PIB industrial. Lo ABC Paulista es el primer centro y centro de automóviles más grande de Brasil. Cuando la fabricación del país estaba prácticamente restringida a ABC, el Estado representaba el 74.8% de la producción brasileña en 1990. En 2017, este índice disminuyó a 46.6%, y en 2019, a 40.1%, debido a un El fenómeno de la internalización de la producción de vehículos en Brasil, impulsado por factores como los sindicatos, que hicieron que las cargas de nómina y mano de obra fueran excesivamente gravosas, desalentaron las inversiones y favorecieron la búsqueda de nuevas ciudades. El desarrollo de las ciudades ABC también ha ayudado a frenar el atractivo, debido al aumento de los costos inmobiliarios y una mayor densidad de áreas residenciales. São Paulo tiene fábricas de GM, Volkswagen, Ford, Honda, Toyota, Hyundai, Mercedes-Benz, Scania y Chery.
En la producción de tractores, en 2017, los principales fabricantes en Brasil fueron John Deere, New Holland, Massey Ferguson, Valtra, Case IH y el brasileño Agrale. Todos tienen fábricas en el sureste, básicamente en São Paulo.
En la industria siderurgica, la producción brasileña de acero bruto fue de 32.2 millones de toneladas en 2019. Minas Gerais representó el 32.3% del volumen producido en el período, con 10.408 millones de toneladas. Los otros centros siderúrgicos más grandes de Brasil en 2019 fueron: Río de Janeiro (8.531 millones de toneladas), Espírito Santo (6.478 millones de toneladas) y São Paulo (2.272 millones de toneladas). Algunos fabricantes de acero en São Paulo son COSIPA (propiedad de Usiminas), Aços Villares y Gerdau, que tiene fábricas en Mogi das Cruzes y Pindamonhangaba, que producen acero especial, y Araçariguama, que produce acero largo para la construcción civil.

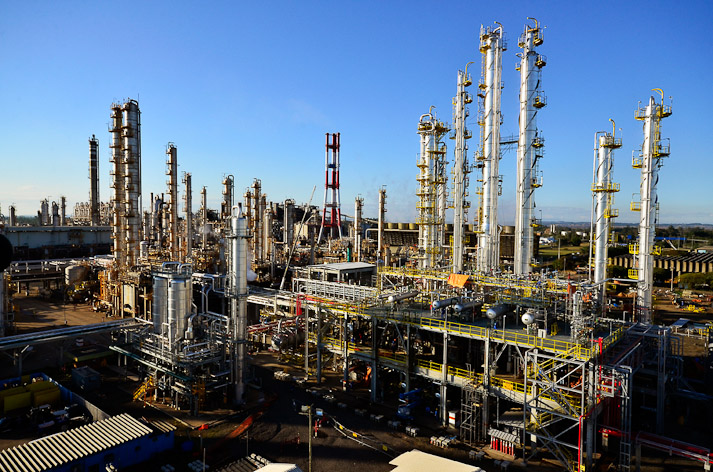
Planta industrial de Braskem

En 2011, Brasil tenía la sexta industria química más grande del mundo, con ventas netas de US $ 157 mil millones, o el 3.1% de las ventas mundiales. En ese momento, había 973 fábricas de productos químicos para uso industrial. Se concentran en la Región Sudeste, principalmente en São Paulo. La industria química contribuyó con 2.7% al PIB brasileño en 2012 y se estableció como el cuarto sector más grande en la industria manufacturera. A pesar de registrar una de las mayores ventas del sector en el mundo, la industria química brasileña, en 2012 y 2013, experimentó una fuerte transferencia de producción al exterior, con una caída en la producción industrial nacional y un aumento en las importaciones. Un tercio del consumo en el país fue abastecido por importaciones. 448 productos dejaron de fabricarse en Brasil entre 1990 y 2012. Esto dio lugar a la interrupción de 1.710 líneas de producción. En 1990, la participación de los productos importados en el consumo brasileño era solo del 7%, en 2012 era del 30%. Las principales empresas del sector en Brasil son: Braskem, BASF, Bayer, entre otras. En 2018, el sector químico brasileño fue el octavo más grande del mundo, representando el 10% del PIB industrial nacional y el 2.5% del PIB total. En 2020, las importaciones ocuparán el 43% de la demanda interna de productos químicos. Desde 2008, el uso promedio de la capacidad en la industria química brasileña ha estado en un nivel considerado bajo, que oscila entre 70 y 83%.

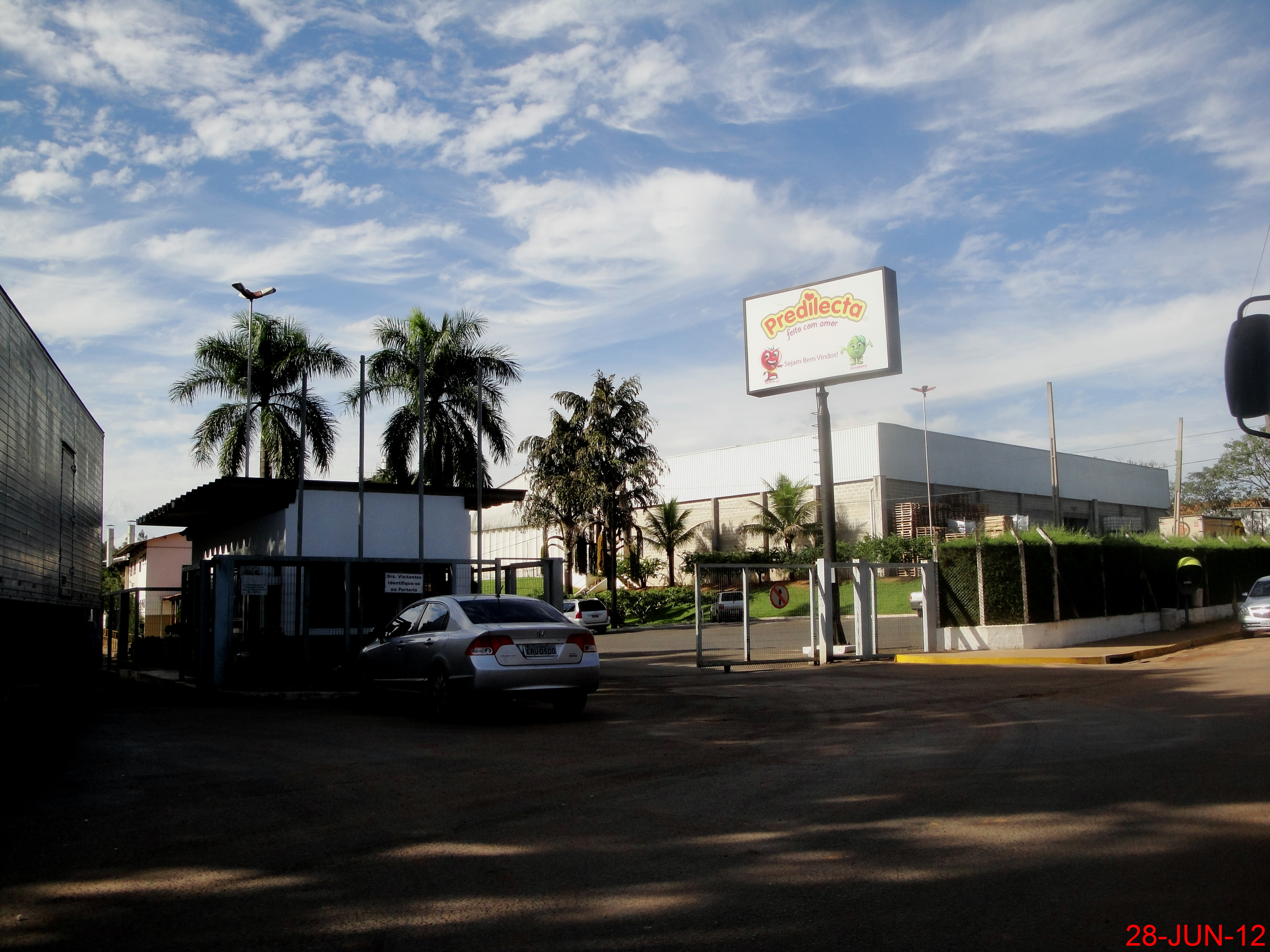
Fábrica de Predilecta en Matão

En Industria alimentaria, en 2019, Brasil fue el segundo mayor exportador de alimentos procesados del mundo, con un valor de U $ 34,1 mil millones en exportaciones. Los ingresos de la industria brasileña de alimentos y bebidas en 2019 fueron de R $ 699,9 mil millones, el 9,7% del producto interno bruto del país. En 2015, el sector industrial de alimentos y bebidas en Brasil comprendía 34.800 empresas (sin contar las panaderías), la gran mayoría de las cuales eran pequeñas. Estas compañías emplearon a más de 1,600,000 trabajadores, convirtiendo a la industria de alimentos y bebidas en el mayor empleador en la industria manufacturera. Hay alrededor de 570 grandes empresas en Brasil, que concentran una buena parte de los ingresos totales de la industria. São Paulo creó empresas como: Yoki, Vigor, Minerva Foods, Bauducco, Santa Helena, Marilan, Ceratti, Fugini, Chocolates Pan, Embaré, entre otros.

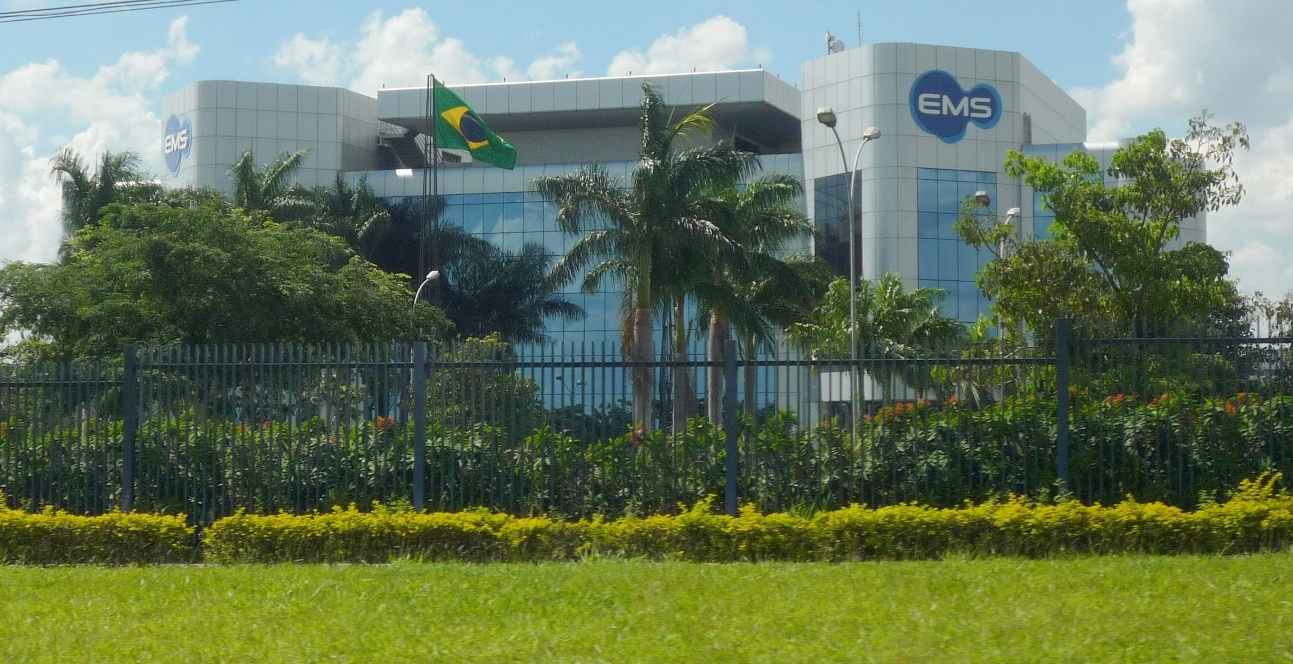
EMS sede en Hortolândia

En Industria farmacéutica, la mayoría de las empresas en Brasil se han establecido en São Paulo y Río de Janeiro durante mucho tiempo. En 2019, la situación era que, debido a las ventajas impositivas ofrecidas en estados como Pernambuco, Goiás y Minas Gerais, las compañías dejaban RJ y SP e iban a estos estados. En 2017, Brasil fue considerado el sexto mercado farmacéutico más grande del mundo. Las ventas de medicamentos en farmacias alcanzaron alrededor de R $ 57 mil millones (US $ 17,79 mil millones) en el país. El mercado farmacéutico en Brasil tenía 241 laboratorios regularizados y autorizados para la venta de medicamentos. De estos, la mayoría (60%) tiene capital nacional. Las compañías multinacionales tenían aproximadamente el 52.44% del mercado, con un 34.75% en envases comercializados. Los laboratorios brasileños representan el 47.56% del mercado en ventas y el 65.25% en cajas vendidas. En la distribución de las ventas de medicamentos por estado, São Paulo ocupó el primer puesto: la industria farmacéutica de São Paulo tuvo una facturación de R $ 53,3 mil millones, el 76,8% de las ventas totales en todo el país. Las empresas que más se beneficiaron de la venta de medicamentos en el país en 2015 fueron EMS, Hypermarcas (NeoQuímica), Sanofi (Medley), Novartis, Aché, Eurofarma, Takeda, Bayer, Pfizer y GSK.

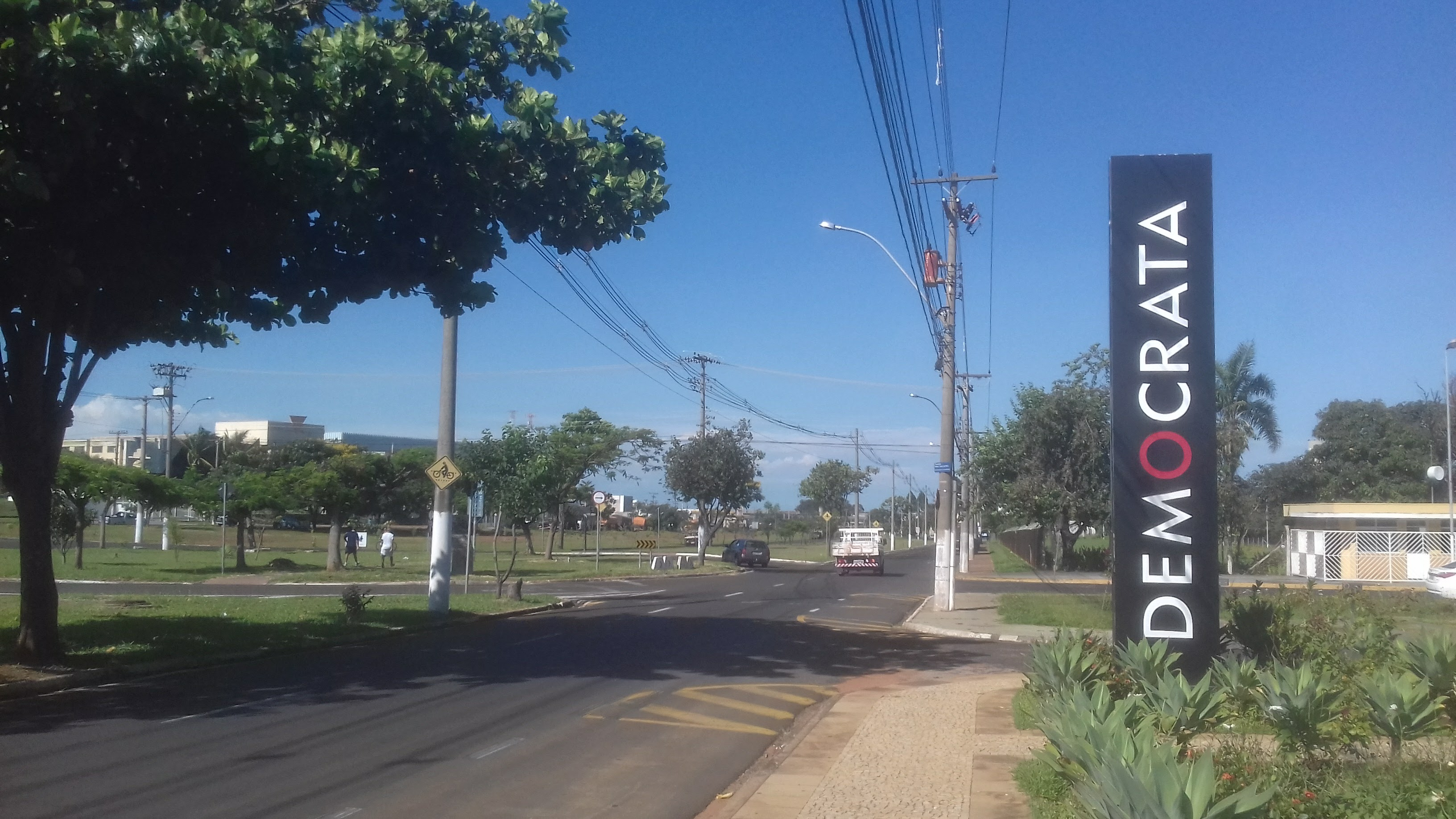
Pórtico de la fábrica de calzado para hombres Democrata, en Franca

En la Industria del calzado, en 2019 Brasil produjo 972 millones de pares. Las exportaciones fueron de alrededor del 10%, llegando a casi 125 millones de pares. Brasil ocupa el cuarto lugar entre los productores mundiales, detrás de China, India y Vietnam, y el 11.º lugar entre los mayores exportadores. De los pares producidos, el 49% estaban hechos de plástico o caucho, el 28.8% estaban hechos de laminado sintético y solo el 17.7% estaban hechos de cuero. El polo más grande de Brasil se encuentra en Rio Grande do Sul, pero São Paulo cuenta con importantes centros de calzado, como el de la ciudad de Franca, especializada en calzado de hombre, en la ciudad de Jaú, especializada en calzado de mujer y en la ciudad de Birigui, especializada en calzado. niños. Jaú, Franca y Birigui representan el 92% de la producción de calzado en el estado de São Paulo. Birigui tiene 350 empresas, que generan alrededor de 13 mil empleos, produciendo 45.9 millones de pares por año. El 52% de los zapatos para niños en el país se producen en esta ciudad. De Birigui llegaron la mayoría de las fábricas de calzado infantil más famosas del país. Jaú tiene 150 fábricas que producen alrededor de 130 mil pares de zapatos de mujer baratos por día. El sector del calzado en Franca tiene alrededor de 550 empresas y emplea a unos 20,000 empleados. La mayoría de las fábricas de calzado para hombres más famosas del país provienen de São Paulo. Sin embargo, en general, la industria brasileña ha estado luchando para competir con el calzado chino, que tiene un precio inmejorable debido a la diferencia en la recaudación de impuestos de un país a otro, además de la ausencia de fuertes impuestos laborales brasileños en China, y el empresario brasileño ha tenido que invertir en productos de valor agregado, combinando calidad y diseño, para poder sobrevivir.
En Industria textil, Brasil, a pesar de estar entre los 5 mayores productores del mundo en 2013, y de ser representativo en el consumo de textiles y prendas de vestir, tiene muy poca inserción en el comercio mundial. En 2015, las importaciones brasileñas ocuparon el puesto 25 en la clasificación (US $ 5.5 mil millones). Y en exportaciones, fue solo el 40.º en la clasificación mundial. La participación de Brasil en el comercio mundial de textiles y prendas de vestir es solo del 0,3%, debido a la dificultad de competir en precio con los productores de la India y principalmente de China. El valor bruto de la producción, que incluye el consumo de bienes y servicios intermedios, de la industria textil brasileña correspondió a casi R $ 40 mil millones en 2015, 1,6% del valor bruto de la producción industrial en Brasil. São Paulo (37,4%) es el mayor productor. Las principales áreas productivas de São Paulo son la Región Metropolitana de São Paulo y Campinas.

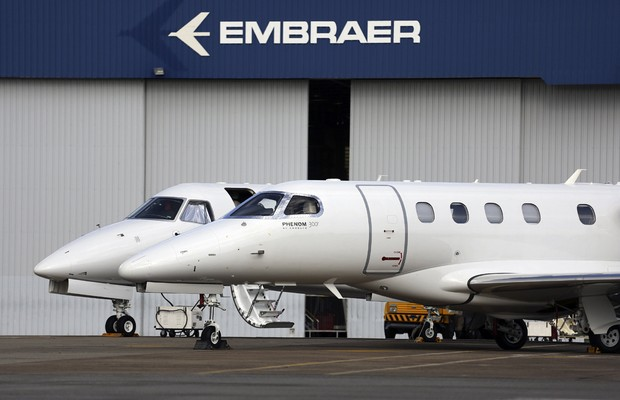
Embraer sede en São José dos Campos

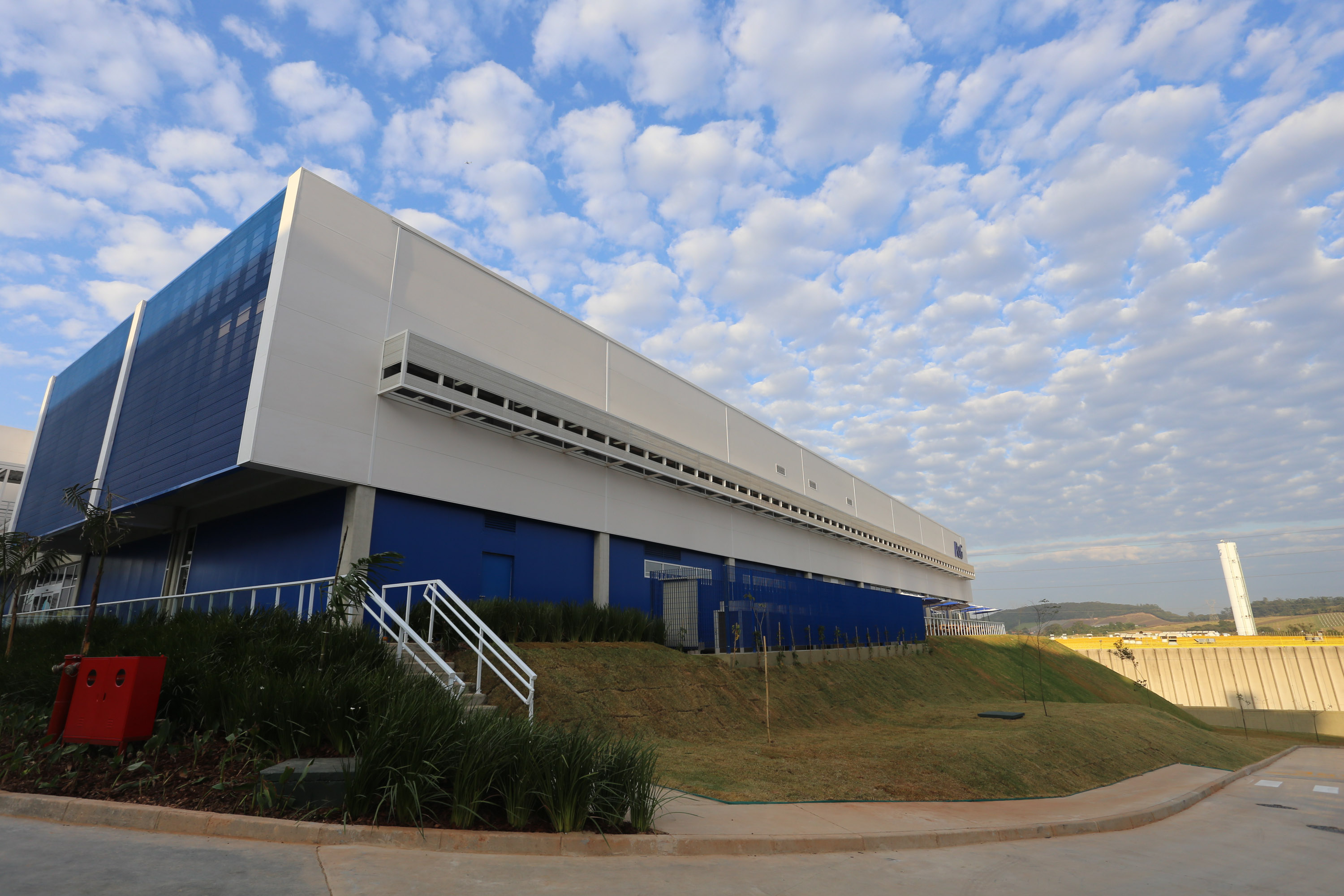
Fábrica de Procter & Gamble en Louveira

En Industria electrónica, la facturación de las industrias en Brasil alcanzó R $ 153.0 mil millones en 2019, alrededor del 3% del PIB nacional. El número de empleados en el sector fue de 234.5 mil personas. Las exportaciones fueron de US $ 5.6 mil millones, y las importaciones del país fueron de US $ 32.0 mil millones. Brasil, a pesar de sus esfuerzos durante décadas para deshacerse de la dependencia de las importaciones de tecnología, aún no ha logrado alcanzar este nivel. Las importaciones se concentran en componentes caros, como procesadores, microcontroladores, memorias, discos magnéticos, láseres, led y LCD montados debajo. Los cables para telecomunicaciones y distribución de electricidad, cables, fibras ópticas y conectores se fabrican en el país. Brasil tiene dos grandes centros de producción de productos electrónicos, ubicados en la Región Metropolitana de Campinas, en el Estado de São Paulo, y en la Zona de Libre Comercio de Manaos, en el Estado de Amazonas. Hay grandes compañías tecnológicas de renombre internacional, así como parte de las industrias que participan en su cadena de suministro. El país también tiene otros centros más pequeños, como los municipios de São José dos Campos y São Carlos, en el estado de São Paulo. En Campinas hay unidades industriales de grupos como General Electric, Samsung, HP y Foxconn, un fabricante de productos de Apple y Dell. São José dos Campos, se centra en la industria de la aviación. Aquí es donde se encuentra la sede de Embraer, una empresa brasileña que es el tercer mayor fabricante de aviones del mundo, después de Boeing y Airbus. En la producción de teléfonos celulares y otros productos electrónicos, Samsung produce en Campinas; LG produce en Taubaté; Flextronics, que produce teléfonos celulares Motorola, produce en Jaguariúna; y Semp-TCL produce en Cajamar.
En industria de electrodomésticos, las ventas fueron de 12,9 millones de unidades en 2017. El sector tuvo su pico de ventas en 2012, con 18,9 millones de unidades. Las marcas que más vendieron fueron Brastemp, Electrolux, Consul y Philips. Brastemp es originario de São Bernardo do Campo. São Paulo fue también el lugar donde se fundó Metalfrio.
Varias multinacionales famosas tienen fábricas en São Paulo, como Coca Cola, Nestlé, Pepsico, Ambev, Procter & Gamble y Unilever.

### Turismo

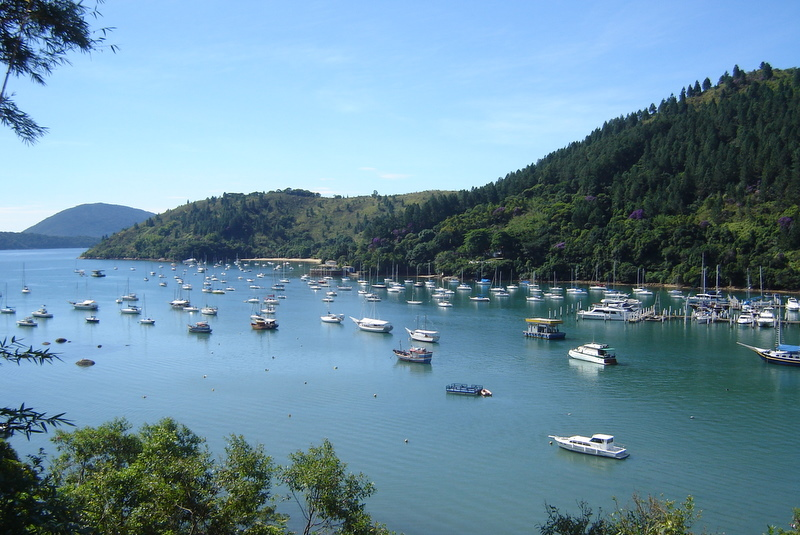
Ubatuba.

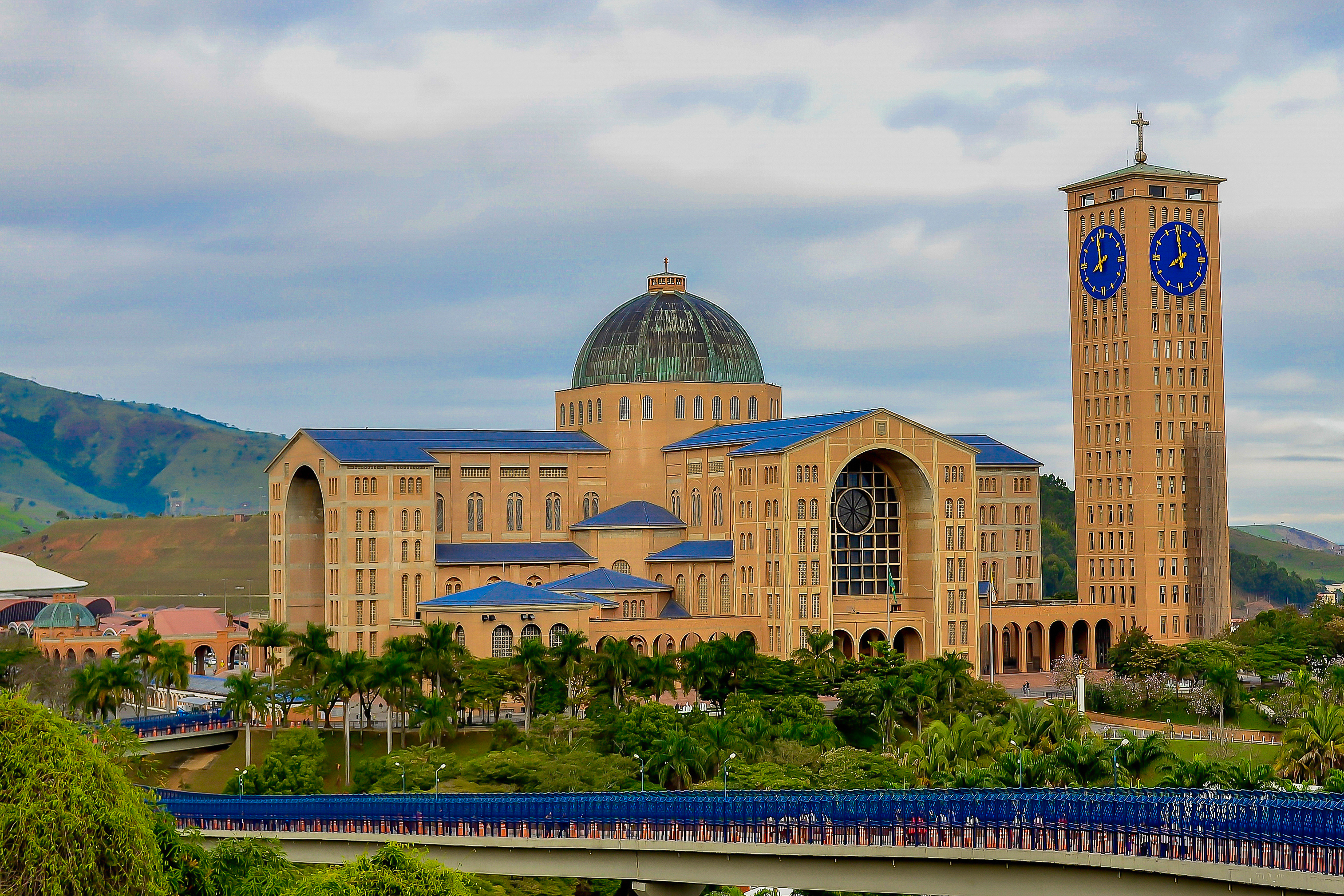
Basílica de Nuestra Señora Aparecida.

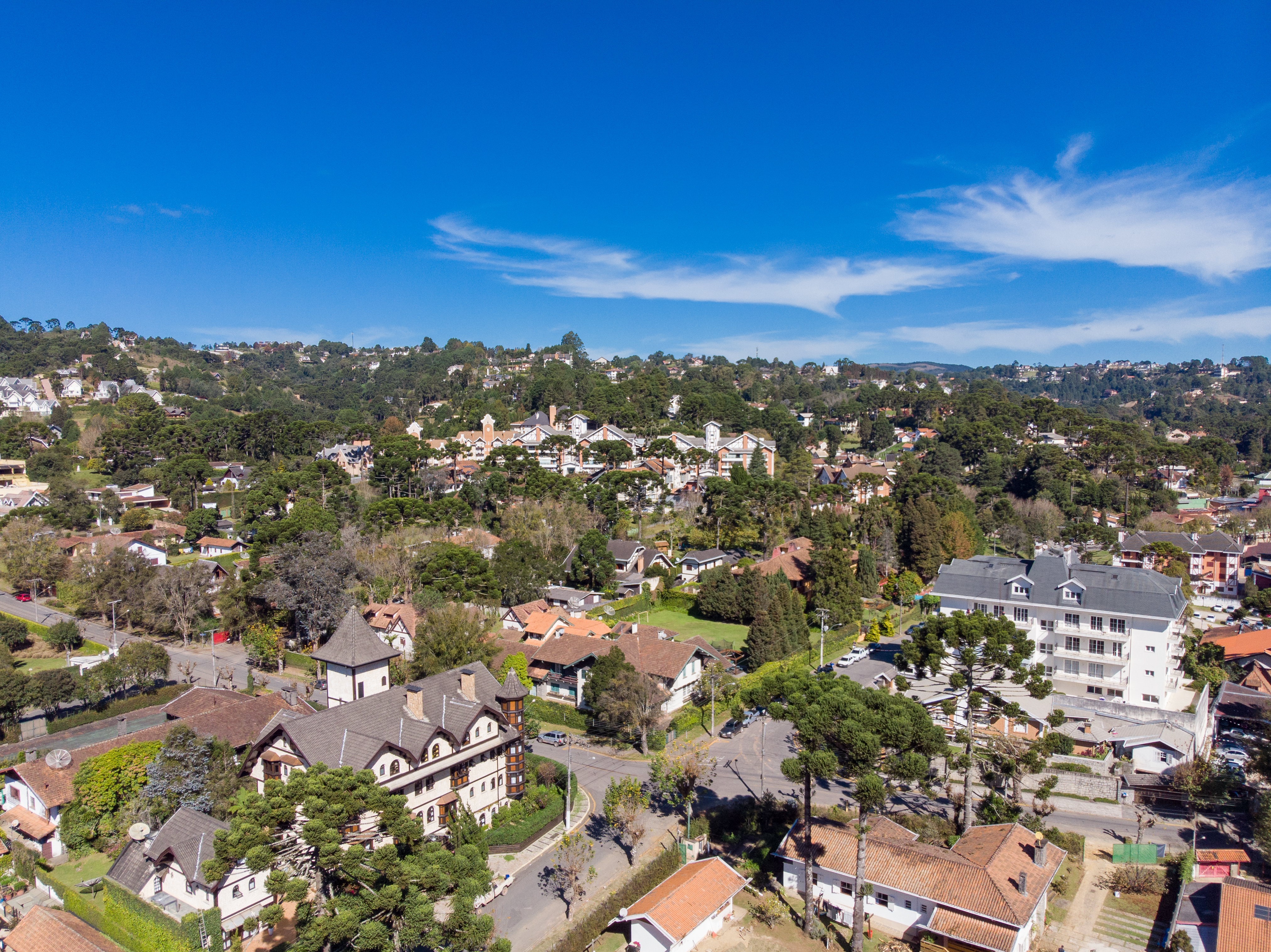
Campos do Jordão.

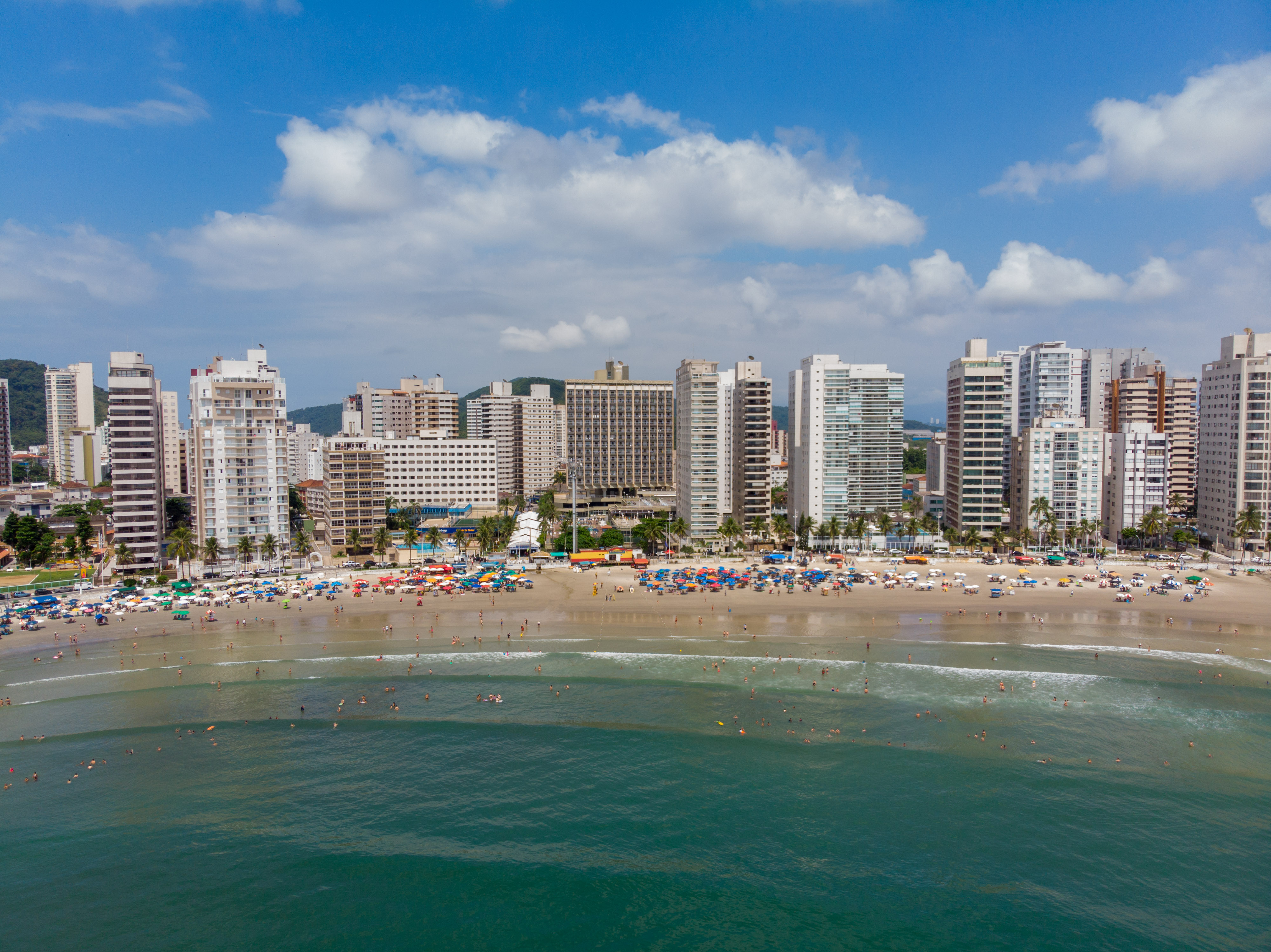
Guarujá.

Una parte importante de la economía del estado es el turismo. Además de ser un centro financiero, el estado también ofrece una amplia variedad de destinos turísticos:
São Paulo, la capital del estado, es el centro del turismo de negocios de Brasil, que ofrece a la ciudad alrededor de 45.000 eventos al año. São Paulo también tiene la cadena hotelera más grande de Brasil. La ciudad también es demandada en el turismo de gastronomía culinaria al haber sido galardonada con el título de "Capital Mundial de la Gastronomía".
El litoral del estado de São Paulo, a lo largo del Océano Atlántico Sur, tiene 622 km de playas de todo tipo y tamaño. Entre las ciudades que más turistas reciben en verano se encuentran Santos, Praia Grande, Ubatuba, São Sebastião , entre otros.
En el interior se pueden encontrar balnearios, turismo rural, ecomunicipios con clima europeo, cascadas, cuevas, ríos, montañas, balnearios, parques, edificios históricos del siglo XVI, XVII y XVIII y sitios arqueológicos de arquitectura eclesiástica católica. Aparecida es la ciudad más importante para el turismo religioso en Brasil.
El estado cuenta con parques temáticos como Hopi Hari, uno de los principales de Brasil, en la región metropolitana de Campinas; el complejo también incluye un hotel y el parque acuático Wet'n Wild. También está el parque acuático Thermas dos Laranjais, que es el parque acuático más visitado de América Latina y el quinto del mundo, ubicado en Olímpia, municipio del norte del estado. En invierno, la ciudad de Campos do Jordão se perfila como la principal referencia turística del estado, con la Fiesta de Invierno y varias atracciones más en un ambiente donde la temperatura puede descender por debajo de los 0 grados centígrados.
Existen estancias de aguas minerales (como Serra Negra, São Pedro, Águas de São Pedro, Lindóia, Águas de Lindóia) y otras. La ciudad de San Pablo también recibe visitantes del interior del estado y de otros estados, que visitan sus barrios y calles de comercio especializado (como Brás, Bom Retiro y la calle 25 de Março, especializadas en ropas y tejidos), las exposiciones en sus museos, o eventos periódicos, como el Gran Premio de Brasil de Fórmula 1 que ocurre todos los años en el Autódromo de Interlagos.

## Infraestructura

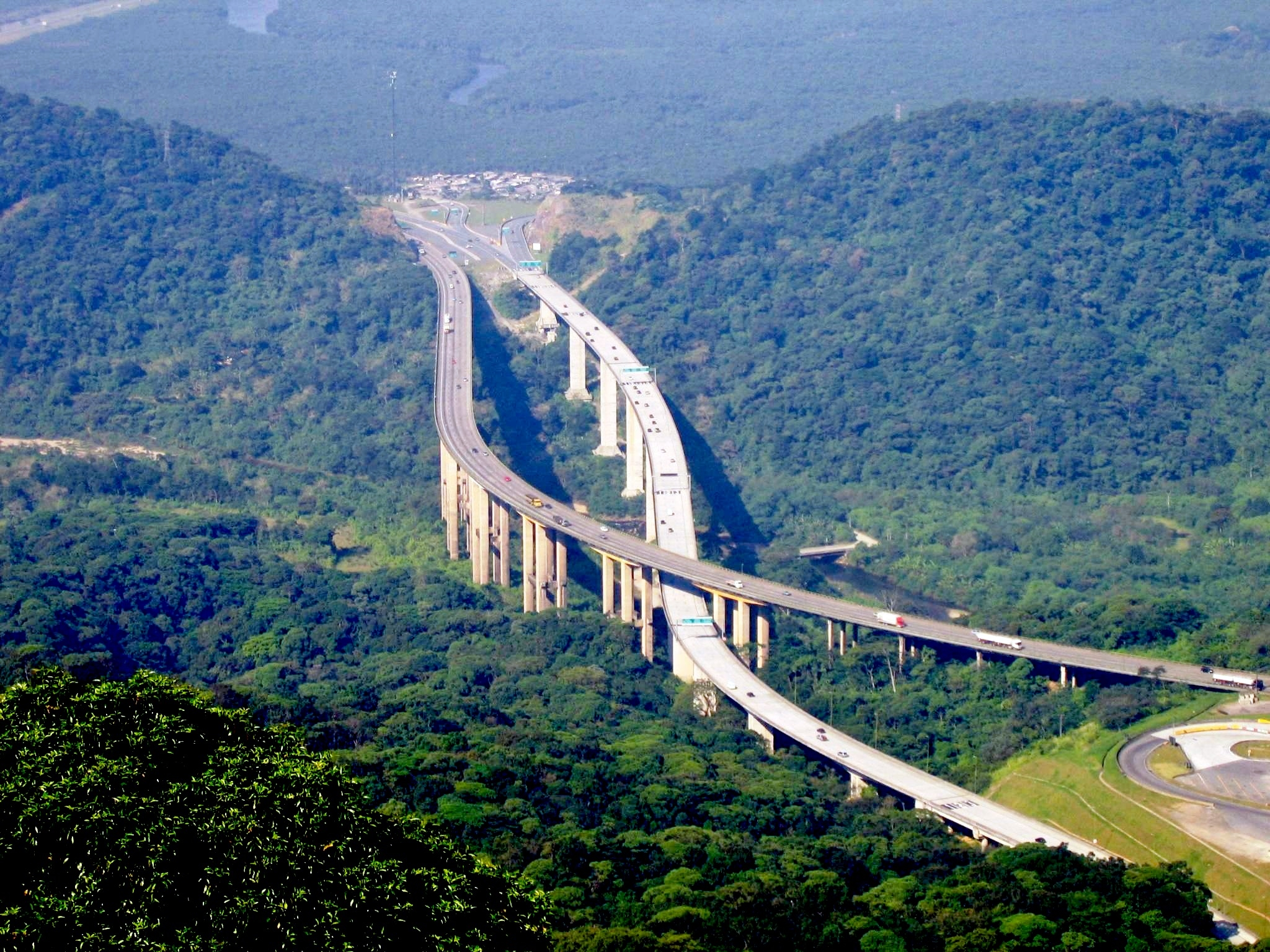
Rodovia dos Imigrantes.

Sistema de carreteras en Brasil, con autovías resaltado en rojo. São Paulo tiene la mejor red vial del país

En noviembre de 2021, el Estado de São Paulo tenía, entre carreteras federales, municipales y estatales, una red de 199.975 km (176.675,57 km municipales, 22.219,52 km del Estado de São Paulo y 1.075,19 km federales) con 34.753,57 km pavimentados, y de estos, 6.346,34 km son carreteras duplicadas (2 carriles o más de tráfico en cada dirección). Las carreteras de São Paulo se consideran las más modernas del país y el estado es el único en Brasil que tiene una red duplicada de densidad a nivel de país desarrollado, incluso con una red mejor que la de varios países europeos.
En el transporte aéreo, São Paulo tiene el aeropuerto más transitado de Brasil en términos de número de pasajeros, el Aeropuerto Internacional Governador André Franco Montoro, en Guarulhos, administrado por Infraero, que también es responsable de los aeropuertos de Viracopos (en Campinas), São José dos Campos, Campo de Marte y Congonhas, los dos últimos en São Paulo. También hay varios otros aeropuertos más pequeños, tanto públicos como privados.
En el transporte ferroviario, existen más de cinco mil kilómetros de vías férreas destinadas al transporte de carga, desde el río Paraná hasta el litoral paulista. En el Gran São Paulo, las líneas de metro son operadas por Companhia Paulista de Trens Metropolitanos (CPTM), Companhia do Metropolitano de São Paulo (METRÔ) y concesionarias privadas, con una red total de más de 370 km de vías, compuestas por 13 líneas. 180 estaciones. A su vez, en el transporte marítimo, el estado de São Paulo cuenta con dos grandes puertos: São Sebastião y Santos, este último el mayor de Brasil y el 39.º del mundo en manejo de carga contenerizada. São Paulo también es servida por la Hidrovía Paraná-Tieté, la principal hidrovía del Mercosur, con más de 2000 km de vías navegables, de los cuales 800 km sólo en el estado, más específicamente en el río Tietê.

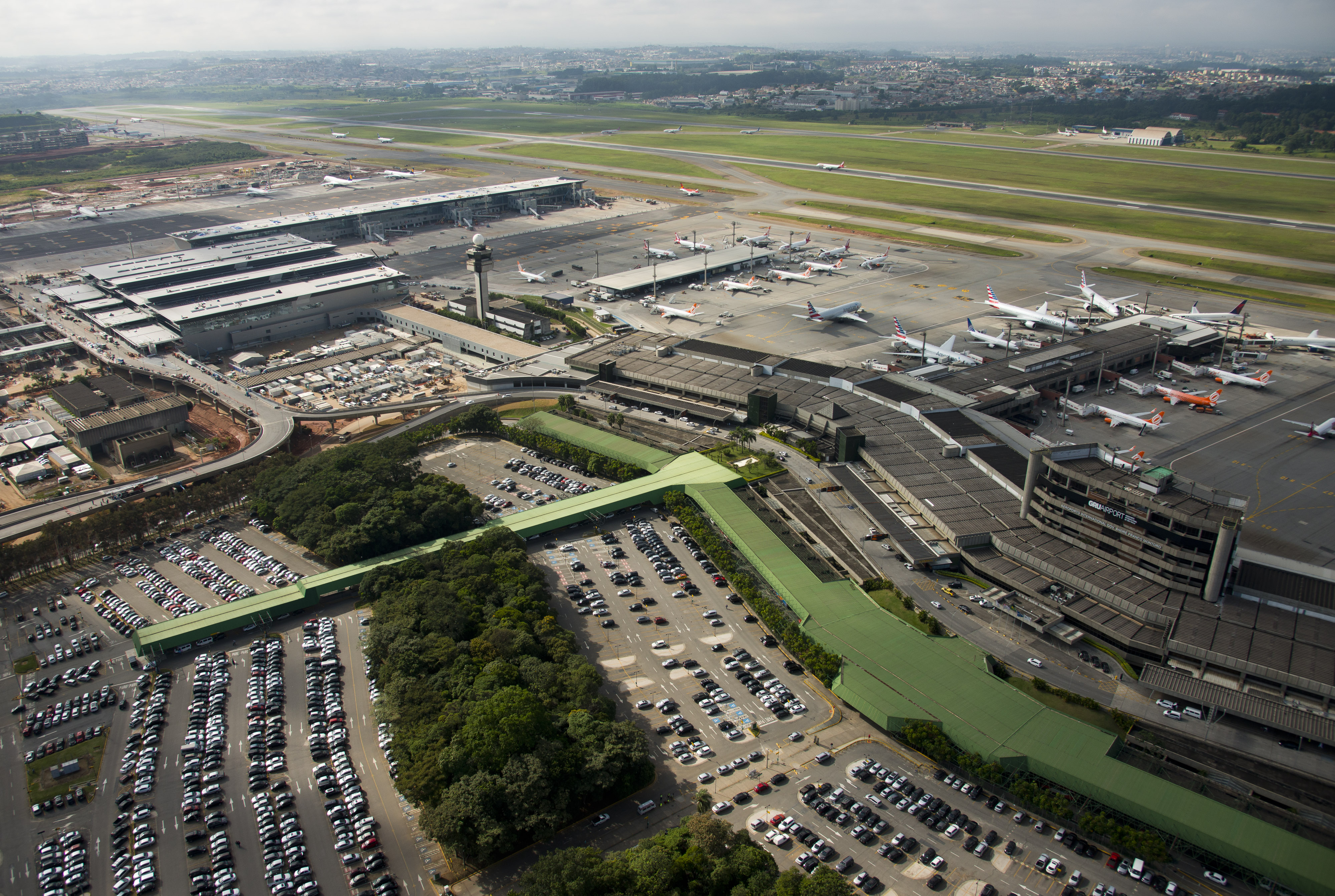
Aeropuerto Internacional de São Paulo-Guarulhos, el mas grande del pais
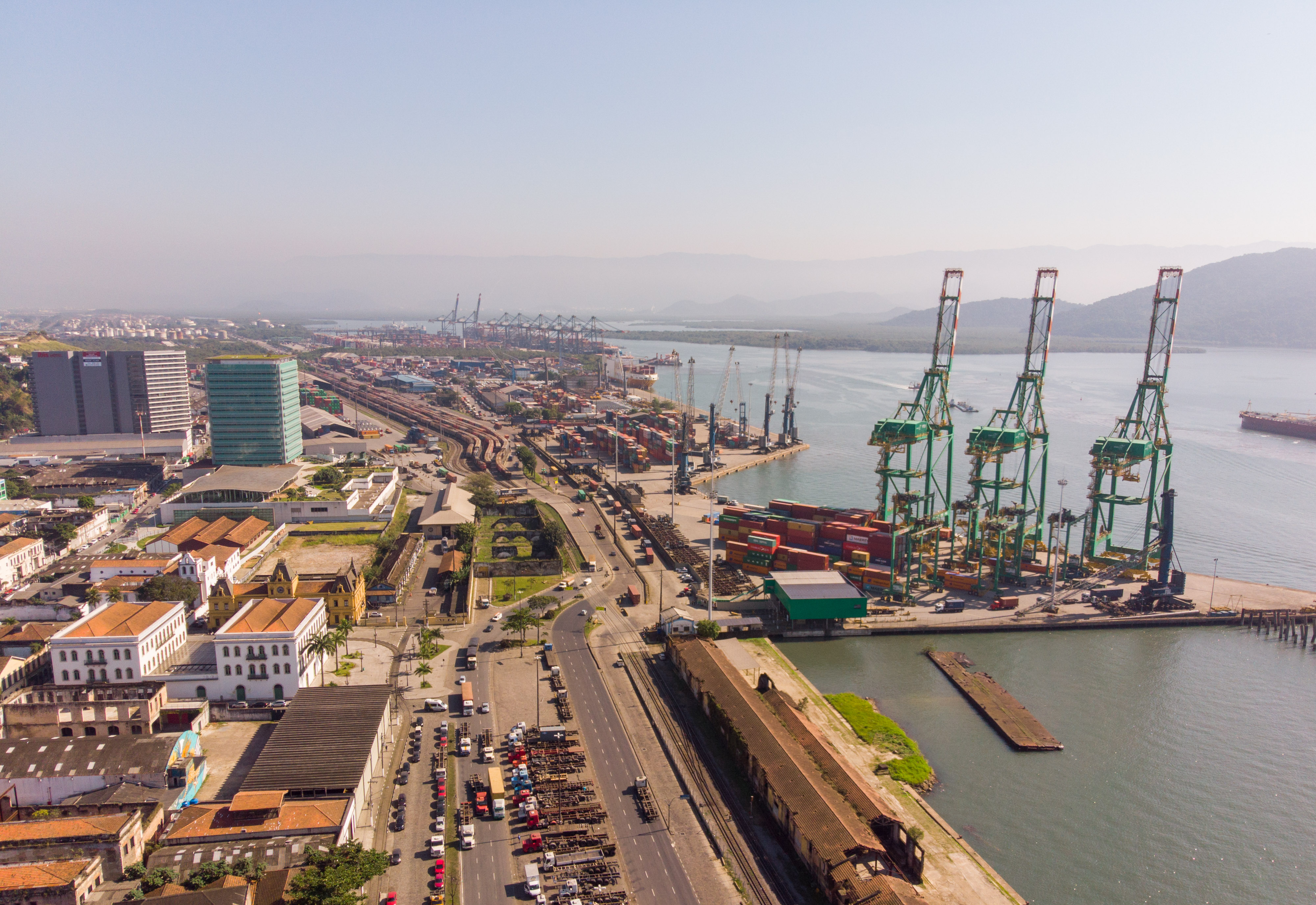
Puerto de Santos, el más transitado de Brasil y uno de los cincuenta más grandes del mundo
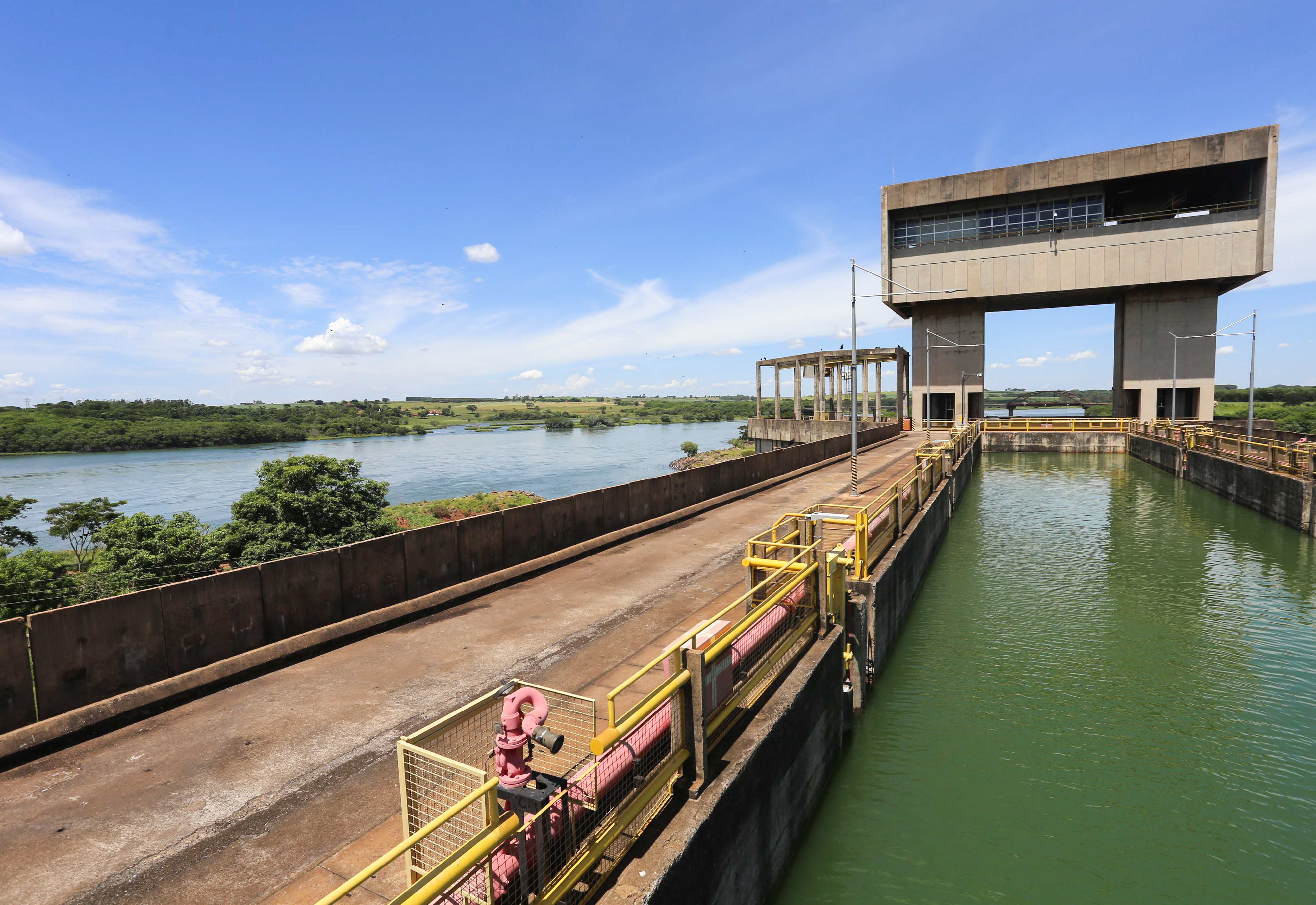
Esclusa de Nova Avanhandava en el río Tietê, parte de la Hidrovía Paraná-Tieté, entre Buritama y Brejo Alegre
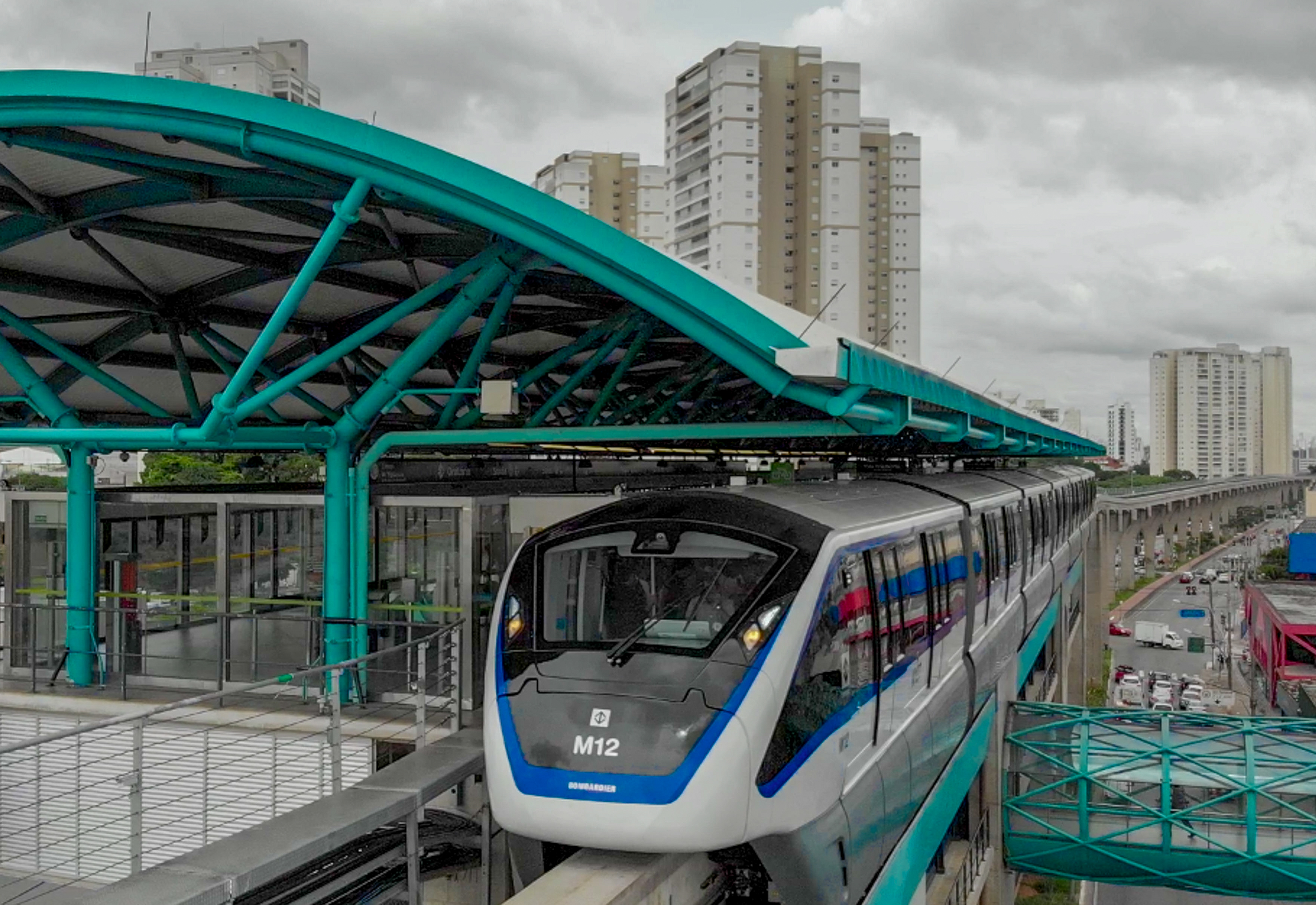
Fotografía del monorraíl de la Línea 15, del Metro de São Paulo

## Deportes

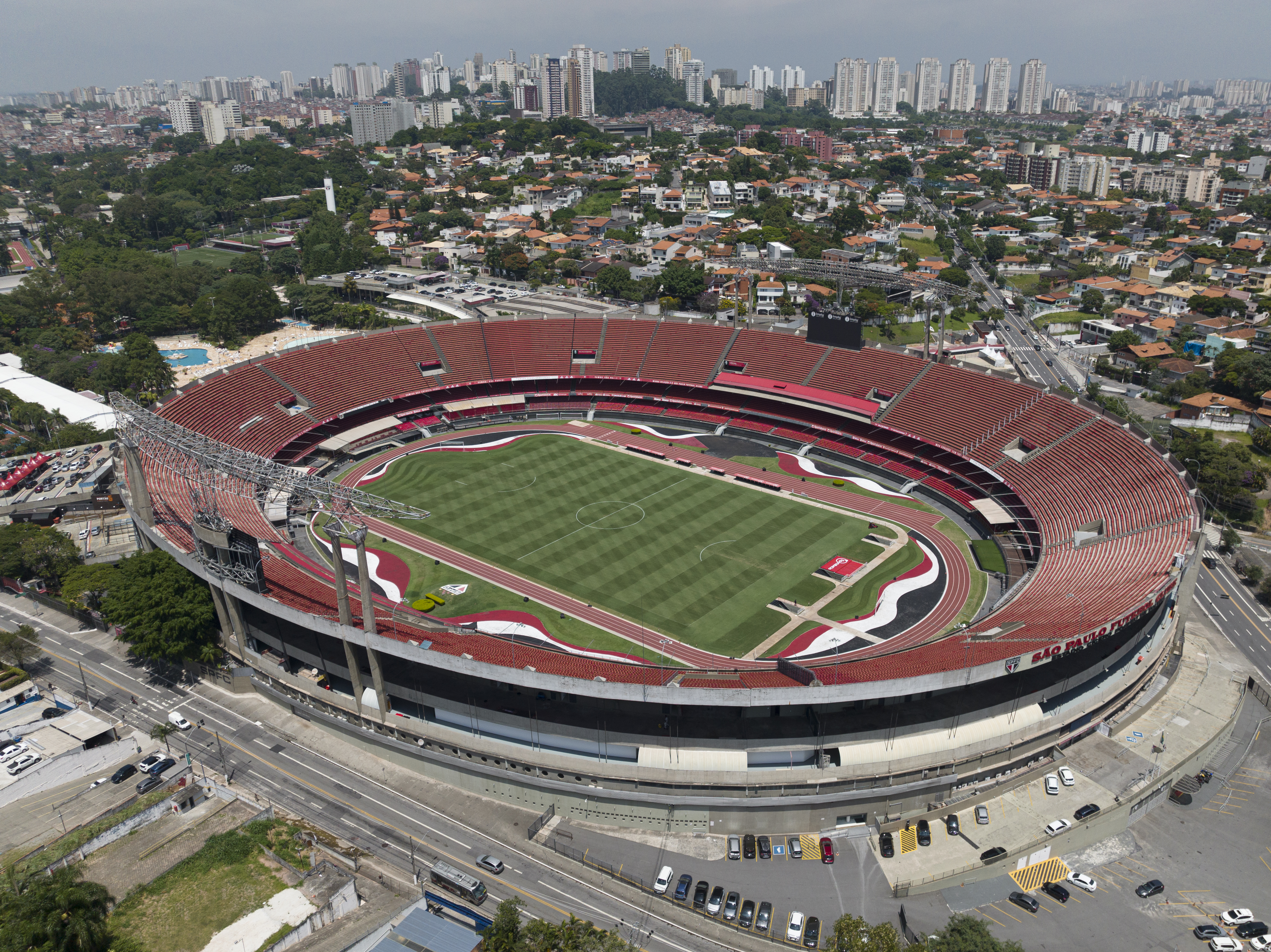
Estadio Morumbi

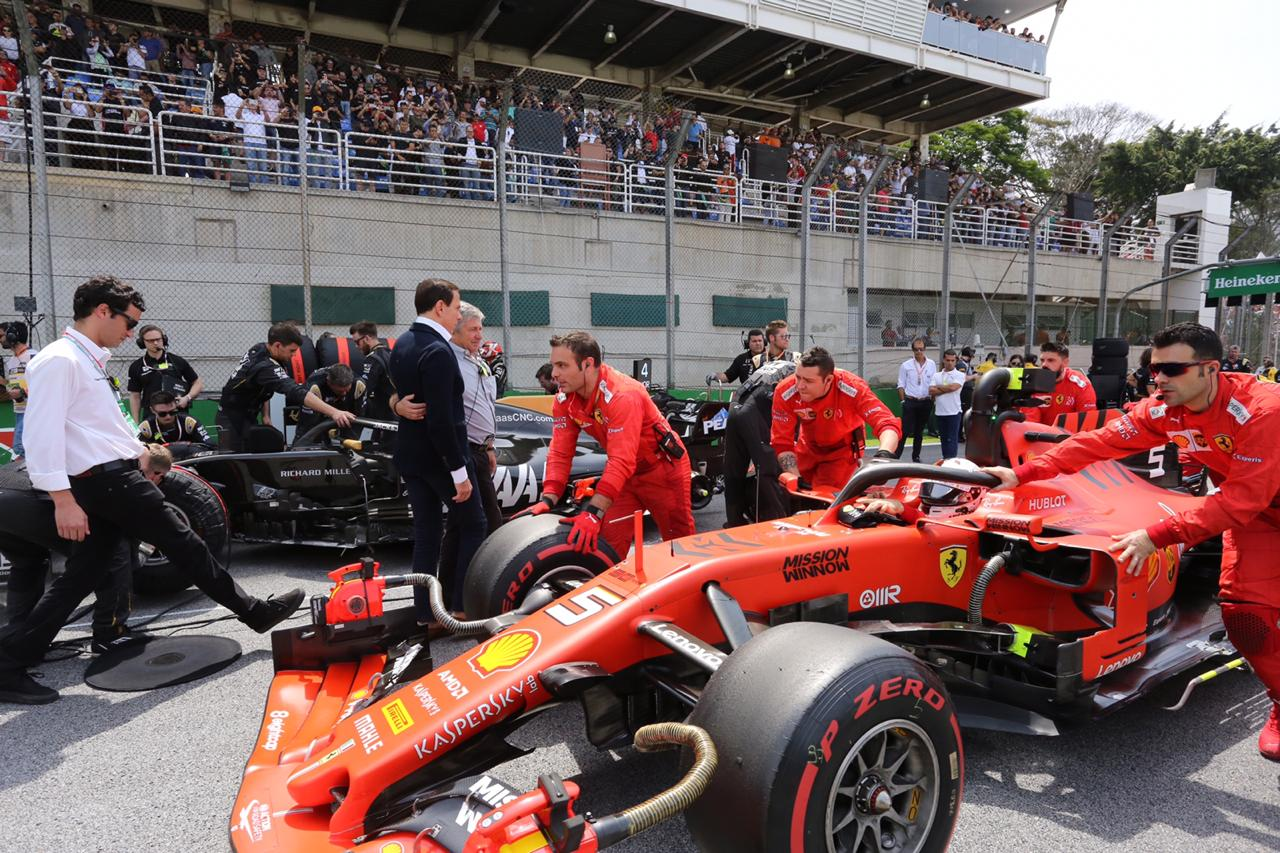
Gran Premio de Brasil en Interlagos.

El fútbol es el deporte más popular en el estado. Los clubes más grandes del estado son Palmeiras, São Paulo, Santos, Ponte Preta, Guarani, Portuguesa, XV de Piracicaba. Otros deportes como el baloncesto y el voleibol también son bastante populares. La mayoría de los principales atletas y deportistas de la historia de Brasil provienen de São Paulo, como: Ayrton Senna, César Cielo, Oscar Schmidt, Hortência Marcari,  Éder Jofre, Robert Scheidt, Emerson Fittipaldi, Aurélio Miguel, Rogério Sampaio, Alex Barros, Gustavo Borges, Ricardo Prado, Adhemar da Silva, João Carlos de Oliveira, Maurren Maggi, Fabiana Murer, Thiago Braz, Alison dos Santos, Arthur Zanetti, Rebeca Andrade, Rubens Barrichello, Felipe Massa y muchos otros. El estado cuenta con algunos de los clubes y asociaciones deportivas más fuertes del país, como Pinheiros en natación, atletismo y voleibol, Unisanta en natación, Osasco en voleibol, Franca en baloncesto, entre otros.
São Paulo acogió el partido inaugural de la Copa Mundial de la FIFA 2014, que tuvo lugar en Brasil.

### Corrida de São Silvestre
La Carrera de São Silvestre se lleva a cabo cada Nochevieja en São Paulo. Se celebró por primera vez en 1925, cuando los competidores corrieron unos 8.000 metros por las calles. Desde entonces, la distancia recorrida ha variado, y ahora está fijada en 15 km. La inscripción tiene lugar a partir del 1 de octubre, con un número máximo de participantes limitado a 15.000.
En 1989, la Carrera São Silvestre se convirtió en dos carreras, la competencia masculina y la femenina. También hay una carrera infantil llamada São Silvestrinha.

### Gran Premio de Brasil
El Gran Premio de Brasil (en portugués: Grande Prêmio do Brasil) es una carrera de campeonato de Fórmula 1 que tiene lugar en el Autódromo José Carlos Pace en Interlagos . En 2006, el Gran Premio fue la ronda final del Campeonato del Mundo de Fórmula 1 de la FIA. El piloto español Fernando Alonso ganó el campeonato de pilotos de 2006 en este circuito al quedar segundo en la carrera. La carrera fue ganada por el joven piloto brasileño Felipe Massa, al volante del equipo Scuderia Ferrari.

## Municipios más poblados
| Municipio                | Población  | Municipio          | Población | Municipio                | Población | Municipio               | Población |
| ------------------------ | ---------- | ------------------ | --------- | ------------------------ | --------- | ----------------------- | --------- |
| 1.San Pablo              | 12.038.175 | 16.Carapicuíba     | 394.465   | 31.São Carlos            | 243.765   | 46.Itapecerica da Serra | 169.103   |
| 2.Guarulhos              | 1.337.087  | 17.Piracicaba      | 394.419   | 32.Indaiatuba            | 235.367   | 47.Itu                  | 168.643   |
| 3.Campinas               | 1.173.370  | 18.Bauru           | 369.368   | 33.Cotia                 | 233.696   | 48.Bragança Paulista    | 162.435   |
| 4.São Bernardo do Campo  | 822.242    | 19.São Vicente     | 357.989   | 34.Marília               | 233.639   | 49.Pindamonhangaba      | 162.327   |
| 5.Santo André            | 712.749    | 20.Itaquaquecetuba | 356.774   | 35.Americana             | 231.621   | 50.São Caetano do Sul   | 158.825   |
| 6.Osasco                 | 696.382    | 21.Franca          | 344.704   | 36.Araraquara            | 228.664   | 51.Itapetininga         | 158.561   |
| 7.São José dos Campos    | 695.992    | 22.Guarujá         | 313.421   | 37.Jacareí               | 228.214   | 52.Mogi Guaçu           | 148.327   |
| 8.Ribeirão Preto         | 674.405    | 23.Taubaté         | 305.174   | 38.Itapevi               | 226.488   | 53.Franco da Rocha      | 147.650   |
| 9.Sorocaba               | 652.481    | 24.Praia Grande    | 304.705   | 39.Presidente Prudente   | 223.749   | 54.Jaú                  | 144.828   |
| 10.Mauá                  | 457.696    | 25.Limeira         | 298.701   | 40.Hortolândia           | 219.039   | 55.Botucatu             | 141.032   |
| 11.São José do Rio Preto | 446.649    | 26.Suzano          | 288.056   | 41.Río Claro             | 201.473   | 56.Atibaia              | 138.449   |
| 12.Santos                | 434.359    | 27.Taboão da Serra | 275.948   | 42.Araçatuba             | 193.828   | 57.Itatiba              | 137.236   |
| 13.Mogi das Cruzes       | 429.321    | 28.Sumaré          | 269.522   | 43.Santa Bárbara d'Oeste | 191.024   | 58.Araras               | 130.102   |
| 14.Diadema               | 415.180    | 29.Barueri         | 264.935   | 44.Ferraz de Vasconcelos | 186.808   | 59.Cubatão              | 127.887   |
| 15.Jundiaí               | 405.740    | 30.Embu das Artes  | 264.448   | 45.Francisco Morato      | 169.942   | 60.Valinhos             | 122.163   |